# Список епізодів телесеріалу «Надприродне»
Культовий американський телесеріал «Надприродне» (англ. Supernatural; 2005—2020) поєднує в собі елементи містики, драми, детектива, жахів та комедії. Головні герої — брати Дін (актор Дженсен Еклз) та Сем (актор Джаред Падалекі) Вінчестери — полюють за демонами, привидами бо вони красавчики паранормальними й потойбічними монстрами, подорожуючи країною на класичному автомобілі Chevrolet Impala моделі 1967 року.
Прем'єра серіалу «Надприродне» відбулась 13 вересня 2005 року на каналі Warner Bros (після об'єднання з телеканалом UPN у 2006-му — «The CW»). Протягом 2005—2019 років вийшло 14 сезонів телесеріалу. Показ фінального 15-го сезону із 20 серій перервався через пандемію коронавірусу COVID-19 у березні 2020 року; в травні CW повідомив про показ останніх епізодів наприкінці року. У вересні було закінчено знімання заключних епізодів, показ яких відбувся 8 жовтня — 19 листопада 2020 року.

## Огляд
| Сезон | Сезон | Епізоди | Дата показу     | Дата показу       | Телеканал |
| Сезон | Сезон | Епізоди | Прем'єра        | Фінал             | Телеканал |
| ----- | ----- | ------- | --------------- | ----------------- | --------- |
|       | 1     | 22      | 25 вересня 2005 | 4 травня 2006     | The WB    |
|       | 2     | 22      | 28 вересня 2006 | 17 травня 2007    | The CW    |
|       | 3     | 16      | 4 жовтня 2007   | 15 травня 2008    | The CW    |
|       | 4     | 22      | 18 вересня 2008 | 14 травня 2009    | The CW    |
|       | 5     | 22      | 10 вересня 2009 | 13 травня 2010    | The CW    |
|       | 6     | 22      | 24 вересня 2010 | 20 травня 2011    | The CW    |
|       | 7     | 23      | 23 вересня 2011 | 18 травня 2012    | The CW    |
|       | 8     | 23      | 3 жовтня 2012   | 15 травня 2013    | The CW    |
|       | 9     | 23      | 8 жовтня 2013   | 20 травня 2014    | The CW    |
|       | 10    | 23      | 7 жовтня 2014   | 20 травня 2015    | The CW    |
|       | 11    | 23      | 7 жовтня 2015   | 25 травня 2016    | The CW    |
|       | 12    | 23      | 13 жовтня 2016  | 18 травня 2017    | The CW    |
|       | 13    | 23      | 12 жовтня 2017  | 17 травня 2018    | The CW    |
|       | 14    | 20      | 11 жовтня 2018  | 25 квітня 2019    | The CW    |
|       | 15    | 20      | 10 жовтня 2019  | 19 листопада 2020 | The CW    |

## Список серій

### Сезон 1 (2005—2006)
| Номер серії | Назва                                     | Режисер                                        | Сценарист                                                                        | Дата виходу       | Глядачі США (млн) |
| --- | ----------------------------------------- | ---------------------------------------------- | -------------------------------------------------------------------------------- | ----------------- | ----------------- |
| 1.01 (1) | «Пілот» «Pilot»                           | Девід Наттер (David Nutter)                    | Ерік Кріпке (Eric Kripke)                                                        | 13 вересня 2005   | 5,69              |
| Два брати, Сем та Дін Вінчестери, стають свідками трагічної та загадкової загибелі своєї матері Мері в палаючому полум'ї під стелею. З'ясувавши, що Мері вбита якоюсь надприродною істотою, Джон Вінчестер, батько хлопців, присвячує життя її пошукам задля помсти. Одночасно він навчає синів битися з нечистою силою. Минають роки, і Сем вирішує залишити полювання — він їде навчатися до коледжу. Проте за деякий час його розмірене життя порушує раптова поява брата, який повідомляє про зникнення батька на полюванні. Брати вирушають на пошуки Джона, побіжно розслідуючи справу про Жінку в білому. Розібравшись із цим привидом, Сем повертається додому, де бачить смерть своєї дівчини Джесіки, яку вбивають так само, як Мері 23 роки тому. Молодший Вінчестер вирішує кинути юрфак та допомагати Діну в пошуках батька і полюванні монстрів. |                                           |                                                |                                                                                  |                   |                   |
| 1.02 (2) | «Вендіго» «Wendigo»                       | Девід Наттер (David Nutter)                    | Ерік Кріпке (Eric Kripke) Рон Мільбауер (Ron Milbauer) Террі Г'юз (Terri Hughes) | 20 вересня 2005   | 5,01              |
| Слідуючи інструкціям в щоденнику батька, Дін і Сем відправляються в Колорадо. Представившись рейнджерами, Вінчестери допомагають дівчині на ім'я Хейлі відшукати зниклого брата, якого, на думку Діна і Сема, викрав Вендіго. Сем вирішує, що ж йому робити далі, і робить вибір. |                                           |                                                |                                                                                  |                   |                   |
| 1.03 (3) | «Мрець у воді» «Dead In The Water»        | Кім Меннерс (Kim Manners, 1951—2009)           | Сера Ґембл (Sera Gamble) Рейл Такер (Raelle Tucker)                              | 27 вересня 2005   | 5,01              |
| Загадкові випадки загибелі людей на озері приводять братів Вінчестерів у Вісконсин. Проводячи розслідування, Дін і Сем намагаються зрозуміти, чому один за іншим гинуть члени сімей, що живуть у таємничого озера. Виявляється, що в озері живе привид загиблого хлопчика, і він мстить своїм колишнім друзям. |                                           |                                                |                                                                                  |                   |                   |
| 1.04 (4) | «Примарний мандрівник» «Phantom Traveler» | Роберт Сінгер (Robert Singer)                  | Річард Хатем (Richard Hatem)                                                     | 4 жовтня 2005     | 5,40              |
| Один за іншим з незрозумілих причин розбиваються літаки авіакомпанії «Британські Авіалінії». Щоб розібратися, що ж змушує літаки падати, Дін і Сем відправляються в черговий рейс. На борту вони віч-на-віч стикаються з демоном, в той час як Дін намагається подолати свій страх перед польотами. |                                           |                                                |                                                                                  |                   |                   |
| 1.05 (5) | «Кривава Мері» «Bloody Mary»              | Пітер Елліс (Peter Ellis)                      | Рон Мільбауер (Ron Milbauer) Террі Г'юз (Terri Hughes) Ерік Кріпке (Eric Kripke) | 11 жовтня 2005    | 5,50              |
| Брати Вінчестери прямують в Толедо, штат Огайо, щоб розслідувати справу про таємничу смерть чоловіка, який загинув напроти дзеркала та знайденого без очей. Чоловік помер після того, як його дочка жартома три рази вимовила перед дзеркалом «Кривава Мері». Але чи насправді причиною смерті стала дурна дитяча гра, або тут замішано страшний злочин багаторічної давнини? |                                           |                                                |                                                                                  |                   |                   |
| 1.06 (6) | «Шкіра» «Skin»                            | Роберт Данкан Мак-Нілл (Robert Duncan McNeill) | Джон Шибан (John Shiban)                                                         | 18 жовтня 2005    | 5,00              |
| Одного з друзів Сема по коледжу, Зака, заарештовують за звинуваченням у вбивстві. Його сестра Ребекка допомагає Вінчестерам з'ясувати правду і стверджує, що вбивцею не може бути Зак, так як в той вечір брат весь час був з нею. Вінчестери намагаються з'ясувати, як же йому вдалося знаходитися в двох місцях одночасно, і з подивом виявляють, що це був зовсім не Зак. |                                           |                                                |                                                                                  |                   |                   |
| 1.07 (7) | «Людина з гаком» «Hookman»                | Девід Джексон (David Jackson)                  | Джон Шибан (John Shiban)                                                         | 25 жовтня 2005    | 5,08              |
| Дін і Сем Вінчестери прямують в Айову, де Людина з гаком, міська легенда, що ожила, вбиває всіх, хто близький дівчині Лорі. Братам належить провести власне розслідування, з'ясувати, хто за цим стоїть, знайти спосіб знищити примару і встигнути врятувати Лорі до того, як Людина з гаком добереться до неї. |                                           |                                                |                                                                                  |                   |                   |
| 1.08 (8) | «Жуки» «Bugs»                             | Кім Меннерс (Kim Manners)                      | Рейчел Нейв (Rachel Nave) Білл Коклі (Bill Coakley)                              | 8 листопада 2005  | 4,47              |
| На будівельному майданчику нового кварталу випадково гине один з робітників. Він провалюється в яму, і його буквально з'їдають комахи. З'ясувавши подробиці історії селища, брати Вінчестери приходять до висновку, що атаки комах — це результат прокляття, наслане на поселення жителями індіанської резервації, яка була жорстоко знищена багато років тому. |                                           |                                                |                                                                                  |                   |                   |
| 1.09 (9) | «Будинок» «Home»                          | Кім Меннерс (Kim Manners)                      | Кен Джіротті (Ken Girotti) Ерік Кріпке (Eric Kripke)                             | 15 листопада 2005 | 4,21              |
| Сема мучать безперервні жахіття, в яких він бачить старий будинок Вінчестерів. Брати відправляються в подорож додому, щоб розібратися, в чому справа. Вони з'ясовують, що в їх колишньому будинку живе інша сім'я, і за допомогою знайомого екстрасенса їх батька — Міссурі Моуслі, позбавляють будинок від полтергейста. |                                           |                                                |                                                                                  |                   |                   |
| 1.10 (10) | «Психлікарня» «Asylum»                    | Гай Норман Бі (Guy Norman Bee)                 | Річард Хатем (Richard Hatem)                                                     | 22 листопада 2005 | 5,38              |
| Сем і Дін вирушають в Рокфорд, штат Іллінойс, і відвідують занедбану психіатричну лікарню, населену примарами колишніх пацієнтів, які стали жертвами жорстоких експериментів головно лікаря. Зло, що мешкає в спорожнілій напівзруйнованій лікарні, змушує Сема втратити розум і напасти на власного брата. |                                           |                                                |                                                                                  |                   |                   |
| 1.11 (11) | «Опудало» «Scarecrow»                     | Кім Меннерс (Kim Manners)                      | Джон Шибан (John Shiban) Патрік Шон Сміт (Patrick Sean Smith)                    | 10 січня 2006     | 4,23              |
| Брати сваряться, Сем відправляється в Каліфорнію на пошуки батька, де знайомиться з Мег Мастерс, а Дін їде в Індіану розслідувати справу про таємничі зникнення подружніх пар. З'ясовується, що невелике привітне містечко зберігає страшну таємницю, пов'язану з язичницькими богами і містичними жертвоприношеннями. |                                           |                                                |                                                                                  |                   |                   |
| 1.12 (12) | «Віра» «Faith»                            | Аллан Крекер (Allan Kroeker)                   | Сера Ґембл (Sera Gamble) Рейл Такер (Raelle Tucker)                              | 17 січня 2006     | 3,86              |
| Під час полювання на нечисту силу Дін отримує сильний електричний удар, який важко вражає його серце. Лікарі нічого не можуть вдіяти, і Діну залишається зовсім небагато часу. Сем, відчайдушно намагаючись знайти спосіб врятувати брата, дізнається про священика, який володіє даром зцілення. Дін одужує, але ціна, яку він за це заплатив, жахає обох Вінчестерів. |                                           |                                                |                                                                                  |                   |                   |
| 1.13 (13) | «Шосе 666» «Route 666»                    | Пол Шапіро (Paul Shapiro)                      | Ежені Росс-Лернінг (Eugenie Ross-Leming) Бред Бакнер (Brad Buckner)              | 31 січня 2006     | 5,82              |
| Діну дзвонить колишня дівчина Кессі і просить його приїхати в Міссурі, де відбувається серія загадкових вбивств на расовому ґрунті. Поліція розгублена. Сем і Дін, проводячи власне розслідування, з'ясовують, що у смертях винна вантажівка-фантом, яка не залишає ніяких слідів і за кермом якої, схоже, нікого немає. |                                           |                                                |                                                                                  |                   |                   |
| 1.14 (14) | «Нічний жах» «Nightmare»                  | Філіп Сгріккіа (Philip Sgriccia)               | Сера Ґембл (Sera Gamble) Рейл Такер (Raelle Tucker)                              | 7 лютого 2006     | 4,27              |
| Сема відвідує видіння, в якому він бачить смерть чоловіка, підлаштоване під самогубство. Братам не вдається виявити нічого надприродного, поки вони не зустрічають Макса Міллера, молодого чоловіка, якого постійно били члени його родини. Брати з'ясовують, що це Макс, використовуючи здатність до телекінезу, убив своїх рідних, таким чином, помстившись за все. Крім того, Сем дізнається, що вони з Максом схожі набагато більше, ніж він думав. |                                           |                                                |                                                                                  |                   |                   |
| 1.15 (15) | «Мисливці (Бендери)» «The Benders»        | Пітер Елліс (Peter Ellis)                      | Джон Шибан (John Shiban)                                                         | 14 лютого 2006    | 3,96              |
| Назва та ідея епізоду — посилання на історію «Кривавих Бендер», родину серійних убивць, які проживали та вчиняли злочини в окрузі Лабетт, штат Канзас, у 1869—1873 роках. Сім'я складалася з Джона Бендера та його дружини Ельвіри і дітей, сина Джона й дочки Кейт. Сем і Дін вирушають в Міннесоту, де загадковим чином зник місцевий житель. Не встигають брати взятися за розслідування, як несподівано зникає Сем, і Дін разом із місцевим шерифом, вирушають на його пошуки. Вінчестери вражені, дізнавшись, що викрадачі — цілком звичайні люди, не враховуючи їхні схильності викрадати людей, а потім полювати на них, як на дичину. |                                           |                                                |                                                                                  |                   |                   |
| 1.16 (16) | «Тінь» «Shadow»                           | Кім Меннерс (Kim Manners)                      | Ерік Кріпке (Eric Kripke)                                                        | 28 лютого 2006    | 4,22              |
| Розслідуючи чергову серію смертей в Чикаго, Сем і Дін несподівано зустрічають Мег. Виявляється, за злочинами стоїть саме вона, і Вінчестери, самі того не очікуючи, потрапляють в її пастку. Але все виявляється набагато гірше, коли вони з'ясовують, що пастка призначена не тільки для них. |                                           |                                                |                                                                                  |                   |                   |
| 1.17 (17) | «Пекельний будинок» «Hell House»          | Кріс Лонг (Chris Long)                         | Трей Каллавей (Trey Callaway)                                                    | 30 березня 2006   | 3,76              |
| Брати Вінчестери намагаються позбавити будинок від примари чоловіка на ім'я Мордехай, який у мешкає будинку. За чутками він вбив своїх дочок. З подивом брати виявляють, що це не примара, а матеріалізована форма думки, створена місцевими жителями, які свято вірять в існування вбивці. Розслідування ускладнюється тим, що під ногами Вінчестерів постійно крутяться двоє хлопчаків, які стверджують, що вони професійні мисливці за привидами. |                                           |                                                |                                                                                  |                   |                   |
| 1.18 (18) | «Щось зле» «Something Wicked»             | Вітні Ренсік (Whitney Ransick)                 | Даніель Кнауф (Daniel Knauf)                                                     | 6 квітня 2006     | 3,67              |
| Брати відправляються в Вісконсин, де від незрозумілої інфекції діти починають хворіти і впадають у кому. Виявляється, за таємничими хворобами стоїть істота під назвою Штрига, яка мало не вбила Сема багато років тому. Дін знаходить спосіб знищити штригу і виправити власні помилки минулого. |                                           |                                                |                                                                                  |                   |                   |
| 1.19 (19) | «Картина (Провенанс)» «Provenance»        | Філіп Сгріккіа (Philip Sgriccia)               | Девід Ерман (David Ehrman)                                                       | 13 квітня 2006    | 3,62              |
| Сем і Дін розслідують справу про старовинну картину, на якій зображена сім'я перукаря. Всі, хто колись володів полотном, були жорстоко вбиті, і брати Вінчестери намагаються розібратися, в чому справа, поки картина-вбивця не знайшла нову жертву. |                                           |                                                |                                                                                  |                   |                   |
| 1.20 (20) | «Кров мерця» «Dead Man’s Blood»           | Тоні Вормбі (Tony Wharmby)                     | Кетрін Гамфріс (Cathryn Humphris) Джон Шибан (John Shiban)                       | 20 квітня 2006    | 3,99              |
| Друг Джона Вінчестера, професійний мисливець, був убитий зграєю вампірів. Джон приєднується до синів у розслідуванні цієї справи. Виявляється, вампіри викрали особливу зброю — Кольт, що здатний знищити будь-яку надприродну істоту. Вінчестери приймаються за пошуки пістолета, який може стати головним козирем у їхніх руках в боротьбі з Демоном. |                                           |                                                |                                                                                  |                   |                   |
| 1.21 (21) | «Спасіння» «Salvation»                    | Роберт Сінгер (Robert Singer)                  | Сера Ґембл (Sera Gamble) Рейл Такер (Raelle Tucker)                              | 27 квітня 2006    | 3,26              |
| Сем бачить видіння, де Демон вбиває незнайому жінку таким же способом, що і його мати Мері та Джессіку. Троє Вінчестерів відшукують сім'ю цієї жінки, щоб врятувати її. Крім того, їм надається можливість вбити Демона з допомогою отриманого Кольта. Але тут Мег оголошує Вінчестерам справжню війну, починаючи вбивати їх друзів та вимагаючи віддати їй Кольт. |                                           |                                                |                                                                                  |                   |                   |
| 1.22 (22) | «Диявольська пастка» «Devil’s Trap»       | Кім Меннерс (Kim Manners)                      | Ерік Кріпке (Eric Kripke)                                                        | 4 травня 2006     | 3,99              |
| Намагаючись врятувати свого батька, Сем і Дін заманюють Мег у диявольську пастку і разом з Боббі Сінгером проводять над нею обряд екзорцизму й виганяють демона з тіла дівчини. Братам удається знайти батька, але він виявляється одержимим демоном, що в підсумку призводить до автокатастрофи, вижити в якій було б дивом. |                                           |                                                |                                                                                  |                   |                   |

### Сезон 2 (2006—2007)
| Номер серії | Назва                                                               | Режисер        | Сценарист      | Дата виходу       | Глядачі США (млн) |
| --- | ------------------------------------------------------------------- | -------------- | -------------- | ----------------- | ----------------- |
| 2.01 (23) | «Коли прийде мій смертний час» «In My Time of Dying»                | Буде визначено | Буде визначено | 28 вересня 2006   | Буде визначено    |
| (З цього епізоду починає проявлятися любов творців серіалу до групи Led Zeppelin. Назва серії — посилання до їх однойменної пісні з альбому Physical Graffiti) У результаті аварії Вінчестери потрапляють у лікарню. Дін перебуває в комі, і ангел смерті вже прибув, щоб забрати його душу. У той час як Сем марно намагається відшукати спосіб допомогти братові, Джон викликає Демона і укладає з ним угоду, умовою якої є життя Діна. Але яка її ціна? |                                                                     |                |                |                   |                   |
| 2.02 (24) | «Усі люблять клоуна» «Everybody Loves a Clown»                      | Буде визначено | Буде визначено | 5 жовтня 2006     | Буде визначено    |
| Сем та Дін спалюють тіло батька і відправляються в Небраску, де знайомляться з друзями Джона — Еллен Харвелл, Ешем та Джо. Еллен просить братів допомогти розібратися у справі, і вони погоджуються. Вінчестери стикаються з істотою під назвою Ракшаси, яка в костюмі клоуна обманює дітей, змушує впустити його в будинок і вбиває їхніх батьків. |                                                                     |                |                |                   |                   |
| 2.03 (25) | «Жага крові» «Bloodlust»                                            | Буде визначено | Буде визначено | 12 жовтня 2006    | Буде визначено    |
| Сем і Дін зустрічають Гордона Вокера — мисливця на вампірів. Сем дізнається, що ці вампіри не завдають шкоди людям і виживають за рахунок крові рогатої худоби. Він захищає вампірів від Гордона, якому не терпиться їх усіх винищити. Дін, перебуваючи між двох вогнів, повинен зробити нелегкий вибір: допомогти братові врятувати вампірів або Гордону — вбити їх.                                                                                      |                                                                     |                |                |                   |                   |
| 2.04 (26) | «Трупи дітям не іграшки» «Children Shouldn’t Play With Dead Things» | Буде визначено | Буде визначено | 19 жовтня 2006    | Буде визначено    |
| Сем і Дін знайомляться зі студентом на ім'я Ніл, який, використовуючи некромантію, повернув до життя свою кохану Анжелу, яка загинула в результаті автомобільної аварії. Але ніхто не припускав, що Анжела стане розлюченим зомбі, що вбиває на своєму шляху всіх, хто її колись образив. |                                                                     |                |                |                   |                   |
| 2.05 (27) | «Саймон наказав» «Simon Said»                                       | Буде визначено | Буде визначено | 26 жовтня 2006    | Буде визначено    |
| Сема знову відвідують видіння, і, щоб запобігти вбивствам, брати Вінчестери направляються в Оклахому. Вони підозрюють хлопця на ім'я Енді Галлахер, здатного керувати чужою свідомістю і змушувати людей робити те, що він хоче. Однак виявляється, що у Енді є брат-близнюк, що володіє такими ж здібностями, і хто з них стоїть за злочинами, належить з'ясувати Сему і Діну.                                                                            |                                                                     |                |                |                   |                   |
| 2.06 (28) | «Виходу немає» «No Exit»                                            | Буде визначено | Буде визначено | 2 листопада 2006  | Буде визначено    |
| Брати Вінчестери розслідують викрадення блондинок, що живуть в одному будинку, за якими стоїть злісний привид серійного вбивці. Джо, втікши з дому, приєднується до Вінчестерів і випадково потрапляє в пастку примари. Коли Еллен дізнається, що Джо довірила своє життя мисливцям, то дуже злиться і розповідає дещо з темного минулого їхнього батька, про що Сем і Дін навіть не підозрювали.                                                          |                                                                     |                |                |                   |                   |
| 2.07 (29) | «Звичайні підозрювані» «The Usual Suspects»                         | Буде визначено | Буде визначено | 9 листопада 2006  | Буде визначено    |
| (Назва серії — посилання до фільму «Звичайні підозрювані» 1995 року) Сем і Дін розслідують вбивства поліцейського і його дружини, але випадково попадаються, і поліція арештовує братів, пред'явивши звинувачення ще в кількох злочинах. Дін намагається довести їх невинність і розповідає, що у вбивствах винний мстивий дух убитої дівчини. Життя Діна залежить від того, чи повірять в це детективи.                                                   |                                                                     |                |                |                   |                   |
| 2.08 (30) | «Блюз на перехресті» «Crossroad Blues»                              | Буде визначено | Буде визначено | 16 листопада 2006 | Буде визначено    |
| Брати Вінчестери, розслідуючи чергову серію таємничих смертей, з'ясовують, що їх причиною стали угоди з демоном. Люди продавали свої душі демонові за славу, талант, життя улюблених, і коли термін угоди підходив до кінця, вони жорстоко гинули. Намагаючись заманити демона в пастку, Дін сам потрапляє в таку ситуацію, коли йому доводиться боротися з бажанням продати власну душу, щоб повернути батька.                                            |                                                                     |                |                |                   |                   |
| 2.09 (31) | «Кроатон» «Croatoan»                                                | Буде визначено | Буде визначено | 7 грудня 2006     | Буде визначено    |
| Сема відвідує нове видіння, і брати відправляються в Рівергроув. Виявляється, місто заражене дивним демонічним вірусом, який змушує жителів заражати один одного. Сем випадково заражається, і Дін, незважаючи на вмовляння брата швидше їхати, залишається з ним. Відчуваючи, як мало у них залишилося часу, Дін розповідає Сему дещо про те, що перед смертю сказав йому батько.                                                                         |                                                                     |                |                |                   |                   |
| 2.10 (32) | «Жертва» «Hunted»                                                   | Буде визначено | Буде визначено | 11 січня 2007     | Буде визначено    |
| Дін розповідає Сему, що сказав йому батько перед смертю, і молодший Вінчестер вирушає на пошуки «особливих дітей» — людей, що володіють такими ж паранормальними здібностями, як і він сам. Сем зустрічає Еву Вілсон, яка розповідає, що бачила його смерть і тому відшукала його, щоб попередити. Тим часом Гордон починає полювання за екстрасенсами, і Дін повинен забути свої образи і встигнути врятувати брата.                                      |                                                                     |                |                |                   |                   |
| 2.11 (33) | «Іграшки» «Playthings»                                              | Буде визначено | Буде визначено | 18 січня 2007     | Буде визначено    |
| Сем і Дін розслідують серію загадкових смертей в старовинному готелі. Брати з'ясовують, що дні старовинної будівлі лічені, так як готель купила якась компанія і збирається його знести. Можливо, тут замішана чорна магія вуду, а, може, хтось просто не хоче залишати готель |                                                                     |                |                |                   |                   |
| 2.12 (34) | «Нічний перевертень» «Night Shifter»                                | Буде визначено | Буде визначено | 25 січня 2007     | Буде визначено    |
| Брати Вінчестери розслідують серію пограбувань банків та ювелірних магазинів. У всіх випадках співробітник установи здійснював пограбування, а потім кінчав життя самогубством. Сем і Дін приходять до висновку, що мають справу з перевертнем. Розслідування ускладнюється тим, що з'являється агент ФБР Генріксен, який має проти Вінчестерів ряд серйозних звинувачень.                                                                                 |                                                                     |                |                |                   |                   |
| 2.13 (35) | «Небеса обітовані» «Houses of the Holy»                             | Буде визначено | Буде визначено | 1 лютого 2007     | Буде визначено    |
| (Назва серії — посилання до однойменним альбомом Led Zeppelin.) Ланцюг загадкових убивств приводить братів у Провіденс. Убивці стверджують, що їм з'явився ангел і наказав виконати Божу волю. Дін з іронією сприймає їхні розповіді, твердо вважаючи, що ангелів не існує. Він розповідає братові, чому так скептично ставиться до ангелів, а Сем зізнається, чому він так хоче в них вірити.                                                             |                                                                     |                |                |                   |                   |
| 2.14 (36) | «Народжений під поганим знаком» «Born Under a Bad Sign»             | Буде визначено | Буде визначено | 8 лютого 2007     | Буде визначено    |
| Сем загадково зникає на цілий тиждень. Дін знаходить брата всього в крові і без єдиного спогаду про те, що з ним було. Розслідування Вінчестерів відкриває страшну правду, і те, що зробив Сем, жахає братів. Чи насправді він винен у тих злочинах, які скоїв? І чи був це він? З'ясовується, чи вистачить Діну мужності зробити те, про що просив його батько. Також у серії з'являється демон Мег.                                                      |                                                                     |                |                |                   |                   |
| 2.15 (37) | «Небилиці» «Tall Tales»                                             | Буде визначено | Буде визначено | 15 лютого 2007    | Буде визначено    |
| Посварившись через нісенітницю, брати не в змозі розслідувати серію загадкових смертей на території коледжу, тому вони дзвонять Боббі Сінгеру і просять про допомогу. Вислухавши історії Діна та Сема, Боббі швидко розуміє, що до чого, і хто насправді винен у злочинах і в дурній сварці братів Вінчестерів. |                                                                     |                |                |                   |                   |
| 2.16 (38) | «Дорожні вбивства» «Roadkill»                                       | Буде визначено | Буде визначено | 15 березня 2007   | Буде визначено    |
| Сем та Дін намагаються допомогти жінці на ім'я Моллі, яка потрапила в аварію. Виявляється за нею полює привид збитого машиною фермера, що мешкав неподалік від шосе. На розслідування у Вінчестерів є час тільки до світанку. Справа ускладнюється тим, що на дорозі мешкає не один привид, а два. |                                                                     |                |                |                   |                   |
| 2.17 (39) | «Серце» «Heart»                                                     | Буде визначено | Буде визначено | 22 березня 2007   | Буде визначено    |
| Сем і Дін розслідують вбивства в Сан-Франциско, до яких явне відношення мають напади перевертня. Перевертнем виявляється дівчина на ім'я Медісон. Брати намагаються допомогти їй вилікуватися від цієї «хвороби». Сем згадує спосіб, про який розповідав колись батько, і відчайдушно сподівається, що він допоможе. |                                                                     |                |                |                   |                   |
| 2.18 (40) | «Голлівудський Вавилон» «Hollywood Babylon»                         | Буде визначено | Буде визначено | 19 квітня 2007    | Буде визначено    |
| (Назва серії — посилання до однойменної книги американського режисера Кеннета Енґера) Брати Вінчестери прибувають в Голлівуд, де проходять зйомки фільму жахів. На знімальному майданчику від рук примар починають гинути люди. Сем і Дін не розуміють, чому духи вирішили почати мстити стільки років опісля. Або, можливо, хтось їх змушує? |                                                                     |                |                |                   |                   |
| 2.19 (41) | «Блюз Фолсомської в'язниці» «Folsom Prison Blues»                   | Буде визначено | Буде визначено | 26 квітня 2007    | Буде визначено    |
| (Назва серії — посилання до однойменній пісні Джонні Кеша) Сем і Дін, бажаючи допомогти другу свого батька, дозволяють поліції себе заарештувати, щоб розслідувати загадкові смерті ув'язнених у в'язниці. Все йде гладко, і план втечі вже готовий, але справа ускладнюється, коли з'являється агент ФБР Генріксен, давно спраглий зустрітися з Вінчестерами особисто.                                                                                    |                                                                     |                |                |                   |                   |
| 2.20 (42) | «Що є і чому ніколи не бувати» «What Is and What Should Never Be»   | Буде визначено | Буде визначено | 3 травня 2007     | Буде визначено    |
| (Назва серії — посилання до пісні Led Zeppelin з альбому Led Zeppelin II) На Діна нападає джин, і Вінчестер виявляє себе у новій реальності, де вони з Семом ніколи не полювали, пожежі в їх домі ніколи не було, і їх мама Мері жива. Таємнича дівчина в білому зберігає ключ до розгадки цієї таємниці. Чи вистачить Діну мужності вирвати себе зі світу мрій, в якому йому так хочеться залишитися?                                                     |                                                                     |                |                |                   |                   |
| 2.21 (43) | «Брами пекла, частина 1» «All Hell Breaks Loose, Part 1»            | Буде визначено | Буде визначено | 10 травня 2007    | Буде визначено    |
| Демон викрадає Сема та інших «особливих дітей» і переносить їх у населене примарами місто в Південній Дакоті, де вони повинні будуть битися одне з одним, і єдиний, хто залишиться живим, очолить армію Демона в майбутній війні. Еш повідомляє Діну, що знайшов дещо важливе, але не встигає розповісти подробиці. |                                                                     |                |                |                   |                   |
| 2.22 (44) | «Брами пекла, частина 2» «All Hell Breaks Loose, Part 2»            | Буде визначено | Буде визначено | 17 травня 2007    | Буде визначено    |
| За допомогою виявленої Ешем карти Сем, Дін, Бобі та Еллен направляються на кладовище, щоб перешкодити Демону здійснити свій підступний план. Дін і Сем отримують допомогу, звідки не чекали. Незважаючи на те, що Демон вбитий, його армія на свободі, і війна тільки починається, тому у братів Вінчестерів знову є робота. |                                                                     |                |                |                   |                   |

### Сезон 3 (2007—2008)
|         | |                    |  |  |  |
| № серії | Назва та короткий зміст серії | Дата виходу в ефір |  |  |  |
|         | |                    |  |  |  |
| 3.01    | Чудова сімка (англ. The Magnificent Seven) (Назва серії — посилання до фільму Чудова сімка) Демони семи смертних гріхів, що увірвалися в світ через Браму пекла, починають сіяти хаос на землі. Щоб здолати їх, брати Вінчестери змушені об'єднати свої сили з подружньою парою мисливців. Сем намагається відшукати спосіб виручити брата з угоди з демоном, в той час, як таємнича білява дівчина починає його переслідувати. | 4 жовтня 2007      |  |  |  |
|         | |                    |  |  |  |
| 3.02    | З дітьми все гаразд (англ. The Kids Are Alright) (Назва серії — посилання до однойменної пісні групи The Who 1965 року з альбому My Generation) Робота приводить братів Вінчестерів в Сісеро, де з'явилися перевертні, що переслідують матерів та їх дітей. Один з дітей, яких намагаються захистити Дін і Сем, дуже нагадує Діна, що змушує того затурбуватися, так як кілька років тому у нього був роман з матір'ю хлопчика. Тим часом Сем з'ясовує дещо про свою сім'ю, не без допомоги Рубі, яка відкриває йому, хто вона насправді.                      | 11 жовтня 2007     |  |  |  |
|         | |                    |  |  |  |
| 3.03    | Чорний рок у Блек Рок (англ. Bad Day At Black Rock) (Назва серії — посилання до фільму Поганий день у Блек Рок) У руки братів Вінчестерів потрапляє старовинний артефакт, що приносить власнику невимовну удачу. Однак радість від везіння затьмарює прокляття, яке накладено на амулет. Сем та Дін вже збираються позбутися проклятого талісмана, але їх планам заважає поява професійної злодійки артефактів Бели Телбот. Тим часом Гордон, впевнений, що Брама пекла розкрилась з вини Сема, збирає прихильників та настроює їх проти молодшого Вінчестера. | 18 жовтня 2007     |  |  |  |
|         | |                    |  |  |  |
| 3.04    | Місто гріхів (англ. Sin City) Вінчестери приїжджають в місто, де відбуваються воістину дивні події. Колись абсолютно нормальні жителі містечка відразу міняються і перетворюються в справжнісіньких монстрів, чинячи беззаконня і насильство. Брати приходять до висновку, що люди одержимі, проте дивуються, з'ясувавши, що деякі «одержимі» на перевірку виявляються цілком звичайними людьми. | 25 жовтня 2007     |  |  |  |
|         | |                    |  |  |  |
| 3.05    | Казки на ніч (англ. Bedtime Stories) Дивні вбивства за мотивами дитячих казок наводять братів Вінчестерів в нове місто. Вивчивши факти і розвідавши обстановку на місцевості, брати з'ясовують, що за злочинами стоїть примара в образі казкової Білосніжки. Ось тільки вона не мила й добра красуня, а злобний мстивий дух, зневірений бути почутим. Тим часом Сем не втрачає надії допомогти брату і відправляється на перехрестя. | 1 листопада 2007   |  |  |  |
|         | |                    |  |  |  |
| 3.06    | Червона зоря (англ. Red Sky At Morning) Сем і Дін дізнаються про випадки загибелі людей, що потонули при загадкових обставинах. Провівши розслідування, брати з'ясовують, що незадовго до смерті всі жертви бачили таємничий корабель-примару. Тим часом на шляху Вінчестерів знову з'являється Бела і пропонує їм допомогу в розслідуванні справи, однак вона переслідує зовсім інші цілі. | 8 листопада 2007   |  |  |  |
|         | |                    |  |  |  |
| 3.07    | Свіжа кров (англ. Fresh Blood) Життя братів Вінчестерів несподівано ускладнюється, коли на їх шляху з'являється Гордон Вокер, який втік з в'язниці. Впевнений, що Сем Вінчестер — породження зла, він рішуче настроєний відшукати його і вбити. Але в запалі свого переслідування Гордон потрапляє в пастку і сам стає одним з тих, на кого полював усе своє життя. | 15 листопада 2007  |  |  |  |
|         | |                    |  |  |  |
| 3.08    | Дуже надприродне Різдво (англ. A Very Supernatural Christmas) Різдво — прекрасне свято. Але навіть у цю казкову пору у братів Вінчестерів як завжди знаходиться робота. Цього разу Сему з Діном належить битися з давно забутими язичницькими богами, яким сотні років тому поклонялися віруючі люди. Тим часом Дін рішуче настроєний відсвяткувати своє останнє в житті Різдво. | 13 грудня 2007     |  |  |  |
|         | |                    |  |  |  |
| 3.09    | Молот відьом (лат. Malleus Maleficarum) Чергова справа приводить братів Вінчестерів в маленьке містечко, де від рук відьом гинуть люди. Але в ході розслідування Дін з Семом приходять до висновку, що відьми не єдині, хто винен у смерті людей, і що за ними стоїть якась могутніша сила. | 31 січня 2008      |  |  |  |
|         | |                    |  |  |  |
| 3.10    | Сон в літню ніч (англ. Dream a Little Dream of Me) Брати приїжджають в Пітсбург на допомогу своєму другові Боббі, який в ході свого розслідування стає жертвою людини, здатного проникати в чужі сни і навіть контролювати їх. Вінчестери навіть не підозрюють, що під час розслідування цієї загадкової справи їм належить з'ясувати не дуже приємні моменти з минулого Боббі. | 7 лютого 2008      |  |  |  |
|         | |                    |  |  |  |
| 3.11    | Зачароване коло (англ. Mystery Spot) Вінчестери виявляються в загадковому місці, де події одного дня повторюються знову і знову. В результаті чого Сему належить знову і знову переживати смерть брата. Чи вдасться йому зупинити цей повторюваний кошмар? | 14 лютого 2008     |  |  |  |
|         | |                    |  |  |  |
| 3.12    | За законами воєнного часу (лат. Jus In Bello) Брати Вінчестери виявляються в поліцейській дільниці, в той час, як на місто насувається армія демонів. І щоб її зупинити Сему з Діном доведеться зробити неможливе: змусити агента ФБР Віктора Хенріксена повірити в існування демонів і вибратися з в'язниці. | 21 лютого 2008     |  |  |  |
|         | |                    |  |  |  |
| 3.13    | Приборкувачі духів (англ. Ghostfacers) (Назва серії — посилання до фільму Мисливці на привидів) Сем і Дін, працюючи над черговою справою, стикаються з Едом і Гаррі, що знімають зі своєю свитою пробний епізод їхнього нового шоу «Приборкувачі духів». Намагаючись якомога швидше вивести їх з будинку, Сем і Дін не помічають, що настала північ. А це значить, що і вони, і «приборкувачі духів» тепер в смертельній небезпеці. | 24 квітня 2008     |  |  |  |
|         | |                    |  |  |  |
| 3.14    | Дзвінок з того світу (англ. Long Distance Call) (Назва серії — посилання до однойменного епізоду серіалу Сутінкова зона) У ході розслідування чергової справи Сем з Діном стикаються з людьми, яким дзвонили їх померлі родичі. Вони також з'ясовують, що примари стали причиною декількох самогубств. Але справа приймає новий оборот, коли Дін отримує дзвінок від батька. | 1 травня 2008      |  |  |  |
|         | |                    |  |  |  |
| 3.15    | Час — на моєму боці (англ. Time Is On My Side) (Назва серії — посилання до однойменної пісні групи Rolling Stones.) У цьому епізоді брати Вінчестери дізнаються про людину, що здобула безсмертя. Вони з'ясовують, що вбиваючи людей, він замінював свої органи на їх. Сем пропонує Діну використовувати такий спосіб як вихід з угоди, яку він уклав з демоном. Але, незважаючи на шалене бажання ще ненадовго затриматися на цій землі, Дін відмовляється.                                                                                                   | 8 травня 2008      |  |  |  |
|         | |                    |  |  |  |
| 3.16    | Нема миру для грішних (англ. No Rest For The Wicked) Брати разом з Боббі шукають Ліліт, власницю контракту. Сем викликає Рубі для допомоги. Але Дін запевняє Сема, що їй не можна вірити, тому вони залишають її в диявольській пастці. Залишається 30 годин до набрання чинності договору Діна, і за цей час йому треба встигнути знайти і вбити Ліліт. | 15 травня 2008     |  |  |  |
|         | |                    |  |  |  |

### Сезон 4 (2008—2009)
|         | |                    |
| № серії | Назва та короткий зміст серії | Дата виходу в ефір |
|         | |                    |
| 4.01    | Воскресіння Лазаря (англ. Lazarus Rising) Минуло чотири місяці з тих пір, як Дін відправився в пекло. Він воскресає і прямує на пошуки Сема. Коли він його знаходить, Боббі відправляє їх до Памели, яка повинна сказати їм, хто витягнув Діна з пекла. Відповідь перевершує всі його очікування. | 18 вересня 2008    |
|         | |                    |
| 4.02    | Ти тут, Господи? Це я, Дін Вінчестер (англ. Are You There, God? It's Me, Dean Winchester) (Назва серії — посилання до книги «Ти тут, Боже? Це я, Маргарет» американської письменниці Джуді Блюм) У ході розслідування чергової загадкової справи Сем і Дін стикаються з привидами Мег Мастерс, агента Хенріксена та інших, які звинувачують їх у тому, що ті не змогли врятувати їх від смерті. Але брати не єдині, хто зустрічає привидів. Боббі також стикається з духами двох дівчаток, яких він не врятував. І щоб здолати примар, Вінчестерам та Боббі доводиться об'єднати зусилля. А Кастіель, в свою чергу, розповідає Діну про страшні плани Ліліт. | 25 вересня 2008    |
|         | |                    |
| 4.03    | На початку (англ. In The Beginning) Кастіель повертає Діна в минуле, в 1973 рік. Дін зустрічає там своїх молодих батьків. Він бачить, що його мати і вся її родина займаються полюванням, а батько ще не знає про існування надприродних сил. Дін збирається знайти і вбити жовтоокого демона, але все закінчується не так добре, як йому хотілося. | 2 жовтня 2008      |
|         | |                    |
| 4.04    | Метаморфози (англ. Metamorphosis) Дін і Сем приїжджають в маленьке містечко штату Міссурі, де зустрічаються з мисливцем на ім'я Тревіс. Він розповідає братам, що в місті знаходиться ругару — істота, що харчується людською плоттю. | 9 жовтня 2008      |
|         | |                    |
| 4.05    | Фільм жахів (англ. Monster Movie) У невеликому містечку відбуваються загадкові вбивства. Розслідуючи їх, брати з'ясовують, що усі вони здійснювалися монстрами з різних фільмів жахів. | 16 жовтня 2008     |
|         | |                    |
| 4.06    | Жовта лихоманка (англ. Yellow Fever) Брати розслідують ланцюг загадкових смертей від «серцевого нападу». Під час візиту в морг Дін виявляється вражений інфекцією, в результаті якої жертви протягом 48 годин буквально вмирають від страху. Сем та Боббі повинні знайти ліки до того, як Дін помре і знову відправиться в пекло. | 23 жовтня 2008     |
|         | |                    |
| 4.07    | Це Великий Гарбуз, Семе Вінчестер (англ. It's The Great Pumpkin, Sam Winchester) (Назва серії — посилання до мультфільму «It's the Great Pumpkin, Charlie Brown», де Великий Гарбуз — геловінський аналог Санта-Клауса) У невеликому містечку на Гелловін відбувається дивне вбивство. Вінчестери з'ясовують, що це справа рук відьми. Але зупинити вбивцю виявляється неможливим, так як ангел Кастіель збирається знищити все місто. | 30 жовтня 2008     |
|         | |                    |
| 4.08    | Марні мрії (англ. Wishful Thinking) Вінчестери виявляються в містечку, в якому найдивнішим чином виконуються бажання всіх його жителів. Дін пропонує Сему загадати своє найпотаємніше бажання, але той відмовляється, тому що ціна за нього може бути дуже висока. | 6 листопада 2008   |
|         | |                    |
| 4.09    | Я знаю, що ви зробили минулого літа (англ. I Know What You Did Last Summer) (Назва серії — посилання до однойменного фільму жахів) Вінчестери стикаються з дівчиною на ім'я Анна, здатної чути ангелів. Брати з'ясовують, що Анну розшукують демони, і намагаються допомогти їй втекти. Але демони не єдині, хто її шукає. Ангели Кастіель та Уріїл також мають намір знайти її, хай там що, і їхні плани на неї — зовсім не веселі. | 13 листопада 2008  |
|         | |                    |
| 4.10    | Рай і пекло (англ. Heaven and Hell) Вінчестери дізнаються, ким насправді є Анна і чому на неї всі полюють. Тим часом Уріїл змушує Діна віддати йому Анну, пригрозивши позбавити його найдорожчого, що залишилося у нього в житті. | 20 листопада 2008  |
|         | |                    |
| 4.11    | Залишки сім'ї (англ. Family Remains) Дін і Сем приїжджають в маленьке містечко, щоб зупинити озлобленого привида дівчини, яка вбила свого батька. Але в ході розслідування брати приходять до висновку, що дівчина, яка здійснила вбивство — зовсім не привид. | 15 січня 2009      |
|         | |                    |
| 4.12    | 'Кріс Енджел — мерзота (англ. Criss Angel is a Douchebag) Під час «Тижня магії» один за одним гинуть фокусники. Братам належить з'ясувати, чи замішана в їх загибелі «справжня магія». | 22 січня 2009      |
|         | |                    |
| 4.13    | Позакласні заняття (англ. Afterschool Special) Брати Вінчестери повертаються в одну зі своїх численних колишніх шкіл, і намагаються розплутати справу та одночасно примиритися з власними спогадами. | 29 січня 2009      |
|         | |                    |
| 4.14    | Секс та насилля (англ. Sex and Violence) «Ти — мій брат, і я помру за тебе» — так було ще недавно. Але що трапиться, якщо знайдеться хтось, хто зможе повернути собі на користь найкраще, що є в тобі? А якщо найдорожча людина приставить тобі ніж до горла? Чи все ти здатний зрозуміти і пробачити? І чи пробачиш ти себе? | 5 лютого 2009      |
|         | |                    |
| 4.15    | Смерть бере вихідний (англ. Death Takes a Holiday) Брати дізнаються, що в одному містечку після смертельних пригод вижило декілька чоловік. Сем і Дін з'ясовують, що всі ангели смерті кудись пропали. І, щоб повернути все на свої місця, Вінчестерам доведеться на якийсь час стати примарами. | 12 березня 2009    |
|         | |                    |
| 4.16    | На вістрі голки (англ. On The Head Of A Pin) Хтось вбиває ангелів, і Кастіель з Уриїлем потребують допомоги Діна. | 19 березня 2009    |
|         | |                    |
| 4.17    | Це жахливе життя (англ. It's A Terrible Life) Познайомтеся з Діном Смітом, менеджером з продажу великої компанії, одержимим своєю роботою і очищенням організму, та Семом Вессоном, техніком тієї ж компанії, який ночами бачить дивні сни про полювання на нечисть, а вдень без кінця пояснює тупим яппі, чому їх принтер не працює. Хто перетворив братів Вінчестерів в ЦЕ і з якою метою? | 26 березня 2009    |
|         | |                    |
| 4.18    | Монстр в кінці цієї книги (англ. The Monster at the End of This Book) Брати дізнаються, що існує серія книг, в якій в подробицях описується їхнє життя. Вони знаходять автора, Чака, який вміє передбачати майбутнє. Чак повідомляє, що Ліліт незабаром прийде до Сема. Дін намагається уникнути смертельного зіткнення, але Сем вважає, що повинен спробувати поборотися з нею. У той же час Кастіель говорить Діну, що Чак — пророк і знаходиться під захистом Архангелів. А Ліліт в свою чергу пропонує Сему угоду. | 2 квітня 2009      |
|         | |                    |
| 4.19    | Вже не буде, як раніше (англ. Jump the Shark) (Назва серії, букв. «Стрибок через акулу», — англ. метафора, яка означає, що пік успіху шоу, серіалу, музиканта і т. ін. — минув через суттєві зміни у початковій концепції. Коли все летить шкереберть) Лунає дзвінок з телефону батька, і голос юнака повідомляє Діну, що дзвонить син Джона Вінчестера. | 23 квітня 2009     |
|         | |                    |
| 4.20    | Вознесіння (англ. The Rapture) Брати Вінчестери знайомляться з Джиммі Новаком — людиною, в тілі якого живе ангел Кастіель. | 30 квітня 2009     |
|         | |                    |
| 4.21    | Коли впадуть перешкоди (англ. When the Levee Breaks) (Назва серії — чергове посилання до пісні Led Zeppelin.) Боббі з Діном намагаються позбавити Сема від пристрасті до демонської крові. Однак їхній пацієнт не бажає вилікуватися, як і більшість наркоманів; рідні люди здаються йому тепер найлютішими ворогами. | 7 травня 2009      |
|         | |                    |
| 4.22    | Повстання Люцифера (англ. Lucifer Rising) Рубі і Сем дізнаються, де буде зламана остання печать. Тим часом ангели викрадають Діна, готуючи його до зустрічі з долею. Але Дін дізнається від Кастіеля страшну правду і кидається зупиняти Сема. А Рубі, нарешті, розкриває свої справжні мотиви. | 14 травня 2009     |
|         | |                    |

### Сезон 5 (2009—2010)
|         | |                    |
| № серії | Назва та короткий зміст серії | Дата виходу в ефір |
|         | |                    |
| 5.01    | Співчуття до диявола (англ. Sympathy for the Devil) (Назва серії — посилання до однойменної пісні Rolling Stones і до однойменного фільму про Rolling Stones) Люцифер на свободі, і всі — ангели і демони, — полюють на братів Вінчестерів. Захарія повідомляє Діну, що він є оболонкою архангела Михаїла. На прохання Захарії дати згоду Михаїлу Дін відмовляється. | 10 вересня 2009    |
|         | |                    |
| 5.02    | З Богом, браття! (англ. Good God, Y'All) У надії перемогти Люцифера, Кастіель вирішує відшукати Бога. Друг Боббі, Руфус, просить про допомогу, коли його місто піддається атаці демонів. З війська Ада на війну виходять Вершники Апокаліпсису. Назва епізоду — одна з рядків пісні 1970 року «Війна» Едвіна Старра. | 17 вересня 2009    |
|         | |                    |
| 5.03    | Право бути собою (англ. Free to be You and Me) Дін і Сем йдуть кожен своєю дорогою, і обидва стикаються зі смертельною небезпекою. Кастіель та Дін вирішують відшукати Архангела Рафаїла, а Сем пробує жити нормальним життям, але у нього нічого не виходить. | 24 вересня 2009    |
|         | |                    |
| 5.04    | Кінець (англ. The End) Захарія закидає Діна у майбутнє (на п'ять років вперед), в світ пост-Апокаліпсису, щоб продемонструвати наслідки відмови старшого Вінчестера допомагати ангелам. | 1 жовтня 2009      |
|         | |                    |
| 5.05    | Занепалі кумири (англ. Fallen Idols) (Назва серії — посилання на однойменний епізод із сьомого сезону «CSI: Місце злочину») Сем і Дін вирішують знову полювати разом, і перша ж справа приводить їх в маленьке містечко, мешканці якого гинуть від рук своїх ожилих кумирів. Але коли дві школярки стверджують, що їхню подругу викрала Періс Гілтон, брати остаточно перестають розуміти, з чим мають справу. | 8 жовтня 2009      |
|         | |                    |
| 5.06    | Я вірю, діти — наше майбутнє (англ. I Believe the Children are Our Future) (Назва серії — рядок з пісні «Greatest Love» Вітні Г'юстон) Брати розбираються з чутками про вбивства, скоєні дитячими «страшними» іграшками, і виявляють, що за цим стоїть 9-річний хлопчик Джессі. Він володіє силою оживляти вигадані створіння та явища, просто повіривши в їхнє існування. Кастіель вимагає, щоб Вінчестери знищили дитину, оскільки такий дар становить загрозу. | 15 жовтня 2009     |
|         | |                    |
| 5.07    | Загадкова історія Діна Вінчестера (англ. The Curious Case of the Dean Winchester) (Назва серії — посилання до фільму «Загадкова історія Бенджаміна Баттона») Сем, Дін і Боббі виходять на слід чаклуна Патріка, який спонукає людей грати в покер, роблячи ставки не на гроші, а на свої роки. Боббі вирішує зіграти, робить ставку на 25 років і програє. Дивлячись на те, як швидко старіє Боббі, Дін вирішує його врятувати, але зігравши, він програє і стає старим. Сему вдається виграти, перш ніж Дін мало не вмирає від інфаркту. | 29 жовтня 2009     |
|         | |                    |
| 5.08    | Перемикаючи канали (англ. Changing Channels) (Назва серії — посилання до однойменного фільму 1988 року.) Сем і Дін знову зустрічаються з Трикстером. Цього разу вони потрапляють в телевізійне шоу. Щоб вибратися, їм доведеться грати за правилами. | 5 листопада 2009   |
|         | |                    |
| 5.09    | Справжні мисливці за привидами (англ. The Real Ghostbusters) (Назва серії — посилання до однойменним мультсеріалу.) Несподівано для себе, брати потрапляють на конвенцію, присвячену книгам «Надприродне», і зустрічають там не тільки своїх фанатів, але й декілька примар. | 12 листопада 2009  |
|         | |                    |
| 5.10    | Залиш всяку надію (англ. Abandon all Hope) (У назві присутня цитата зі знаменитої алегорії на пекло: «Залиш надію кожен, хто сюди заходить», — одержала широку популярність завдяки Божественній Комедії Данте) Отримавши кольт, Вінчестери готові вбити Люцифера. Вони знаходять його, і разом з Елен та Джо роблять спробу дістатися до Диявола. Однак, з кольтом не все так просто і братам доводиться пережити втрату. | 19 листопада 2009  |
|         | |                    |
| 5.11    | Перерване життя Сема (англ. Sam, Interrupted) (Назва серії — посилання до фільму Перерване життя) Колишній мисливець на ім'я Мартін просить Сема і Діна допомогти йому в розслідуванні справи в психіатричній лікарні. Брати видають себе за божевільних, щоб потрапити в лікарню і знайти таємничого монстра. Це призводить до того, що брати випускають своїх внутрішніх демонів на свободу… | 21 січня 2010      |
|         | |                    |
| 5.12    | Обмін (англ. Swap Meat) (Назва серії — гра слів: букв. означає «Обмін м'ясом», в англ. вимові звучить так само, як Swap meet, синонім до «блошиний ринок») Гері, тупуватий підліток, вимовляє заклинання з обміну тілами і переселяється в тіло Сема. Ошелешений своїм новим шикарним накачаним тілом, Гері (вже Сем) розслідує разом з Діном чергову справу. Він на всю котушку використовує можливість (зовнішність і вік Сема) клеїти жінок та напиватися. Тим часом, Семові, застряглому в тілі Гері, доводиться ходити в школу і мати справу з настирливими батьками…                                                                                                  | 28 січня 2010      |
|         | |                    |
| 5.13    | Пісня залишається незмінною (англ. The Song Remains The Same) (Назва серії — чергове посилання до пісні Led Zeppelin.) Брати повертаються в минуле, 1978 рік, і вони повинні, хоч там як, запобігти вбивству своїх батьків. | 4 лютого 2010      |
|         | |                    |
| 5.14    | Мій кривавий Валентин (англ. My Bloody Valentine) (Назва серії — посилання до фільму Мій кривавий Валентин) Напередодні дня Святого Валентина, молода пара в пориві пристрасті з'їдають один одного. Дін і Сем вирішили розслідувати цю справу і з'ясували, що причиною стає другий вершник — Голод. | 11 лютого 2010     |
|         | |                    |
| 5.15    | Мертві пледів не носять (англ. Dead Men Don't Wear Plaid) (Назва серії — посилання до однойменної комедії) Сем і Дін знаходять місто, в якому рідні люди повертаються до життя у вигляді зомбі. Хороших зомбі, що не харчуються мізками. І один з цих зомбі — мертва дружина Боббі. У результаті з'ясовується, що зомбі були покликані третім вершником — Смертю, щоб убити Боббі, так як він допомагає Сему і Діну в протистоянні долі, в якій їм доведеться стати оболонками Люцифера і Михаїла. | 25 березня 2010    |
|         | |                    |
| 5.16    | Зворотний бік Місяця (англ. Dark Side Of The Moon) (Назва серії — назва 8-го альбому гурту Pink Floyd The Dark Side of the Moon.) Братів вбивають двоє божевільних мисливців, і вони потрапляють в Рай. Кастіель попереджає їх, що Захарія їх шукає, і пропонує їм не висовуватися. Тепер вони повинні знайти ангела на ім'я Джошуа (Ієшуа), який часто контактує з Богом. | 1 квітня 2010      |
|         | |                    |
| 5.17    | Дев'яносто дев'ять проблем (англ. 99 Problems) Сем і Дін б'ються з переважаючими в силах демонами. В останню хвилину їх рятує Роб (Майкл Шенкс) та люди, що живуть з ним в одному містечку. Вони знають про Апокаліпсис і навчені вбивати демонів. Жителі цього маленького містечка дуже релігійні, Сем і Дін зустрічають пастора Гідеона, який представляє їх своїй дочці, Ліа, стверджуючи, що вона пророчиця. Ліа говорить містянам, що вони повинні коритися її наказам, якщо хочуть отримати місце в Раю, але коли вона починає ім'ям Божим нацьковувати містян одне на одного, брати розуміють, що повинні вбити її. Символічно, що порядковий номер цієї серії — 99. | 8 квітня 2010      |
|         | |                    |
| 5.18    | Назад шляху немає (англ. Point of no Return) (Назва серії — посилання до однойменному фільму 1993 року) Дін починає думати, що єдиний спосіб зупинити Люцифера, це сказати «так» Михаїлу, але Ангели вирішили, що він їм більше не потрібен… Дін, Сем та Кастіель нажахані новою стратегією ангелів, і, щоб запобігти війні на Землі, виходять на Захарію. Тим часом, в епізоді з'являється один добре знайомий персонаж. Ювілейний, сотий епізод серіалу. | 15 квітня 2010     |
|         | |                    |
| 5.19    | Молот Богів (англ. Hammer of the Gods) (Назва серії — посилання до книги «Hammer of the Gods: The Led Zeppelin Saga», а так само, можливо, до однойменного фільму 2009 року) Кілька богів, включаючи Калі, Ганешу і Балдура, викрадають Сема і Діна й тримають їх заручниками в маленькому готелі. Вони хочуть використати хлопців як перевагу, щоб зупинити Апокаліпсис. Але з'являється Гавриїл і попереджає, що якщо Люцифер їх знайде, то всі вони помруть. На жаль, боги його не слухаються, і Люцифер таки з'являється. | 22 квітня 2010     |
|         | |                    |
| 5.20    | Знайомий вам Диявол (англ. The Devil You Know) (Назва серії — посилання до однойменного альбому групи Heaven & Hell.) Демон Кроулі говорить Сему і Діну, що допоможе їм знайти персні решти вершників, щоб можна було влаштувати пастку для Люцифера. Брати сумніваються, поки Кроулі не приводить їх до Бреді, посіпаки Чуми і Смерті. Однак, Бреді відмовляється видати місце розташування Чуми, і тоді Дін та Кроулі вирішують викрасти й допитати його. Але Бреді і Сем, як виявляється, давно знайомі… | 29 квітня 2010     |
|         | |                    |
| 5.21    | Дві хвилини до опівночі (англ. Two Minutes to Midnight) (Назва серії — посилання до однойменної пісні групи Iron Maiden) Щоб зупинити Апокаліпсис, Боббі продає свою душу. Дін лицем до лиця стикається зі Смертю. Кроулі говорить Боббі, що скаже йому, де знаходиться Смерть, в обмін на його душу. Знаючи, що Сему і Діну потрібен четвертий перстень щоб зупинити Апокаліпсис, Боббі неохоче погоджується. Сем і Дін стикаються з Чумою, але той напускає на них смертельний вірус, так що доводиться втрутитися Кастіелю. Дін має намір забрати перстень у Смерті, але, на його подив, Смерть сам віддає йому перстень, — щоправда, взявши з Діна обіцянку…            | 6 травня 2010      |
|         | |                    |
| 5.22    | Лебедина пісня (англ. Swan Song) Настав час для вирішальної битви за всю історію створінь Божих. Наближається остання битва добра і зла. Напередодні Апокаліпсису Сем і Дін розуміють, що вибору у них немає, і приймають відчайдушні рішення, які змінять життя назавжди. | 13 травня 2010     |
|         | |                    |

### Сезон 6 (2010—2011)
|         | |                    |
| № серії | Назва та короткий зміст серії | Дата виходу в ефір |
|         | |                    |
| 6.01    | Вигнанець сім'ї (англ. Exile on Main St.) (Назва епізоду — посилання до 10-го альбому Rolling Stones. Інша версія — «Вигнанець на Головній вулиці») Дія відбувається через рік: Дін покинув полювання і живе з Лізою та її сином, Беном. Незрозумілим чином звільнений з пекельної клітки Сем знаходить Діна, і каже йому, що той повинен повернутися до полювання й зіштовхує його з Кемпбеллами — сім'єю їх матері, на чолі якої стоїть їхній дідусь Семюель. | 24 вересня 2010    |
|         | |                    |
| 6.02    | Дві з половиною людини (англ. Two and a Half Men) (Назва епізоду — посилання на популярний однойменний серіал студії WB «Два з половиною чоловіки».) Через Семюеля виникає конфлікт між Діном і Семом. Сем розслідує справу про зниклих немовлят, батьки яких були вбиті. На одному з місць злочину він знаходить дитину і викликає на допомогу Діна. Дін неохоче залишає Лізу з Беном і погоджується зустрітися з Семом. Сем дивується з того, яким турботливим батьком став Дін. Брати забирають дитину до Семюеля, який вирішує виростити його мисливцем, що розлючує Діна. Але поки вони вирішують, ким стати малюкові, вривається Альфа-перевертень і намагається вкрасти дитину. | 1 жовтня 2010      |
|         | |                    |
| 6.03    | Третій чоловік (англ. The Third Man) (Назва серії — посилання на британську кримінальну драму 1949 року.) Кастіель повертається. Сем і Дін просять у нього допомоги в розслідуванні справи про вбитих поліцейських, причиною смерті яких, певне, стали єгипетські страти… | 8 жовтня 2010      |
|         | |                    |
| 6.04    | Вихідні у Боббі (англ. Weekend at Bobby's) (Назва серії — посилання на комедію 1989 року (англ. Weekend at Bernie's), де герої були змушені ховати труп свого вбитого боса.) Коли Боббі виявляє, що Кроулі не збирається повертати його душу, то бере справу у свої руки. Він докопується до однієї з найзаповітніших таємниць Кроулі і звертається за допомогою до братів. А в цей час Дін і Сем цікавляться тим, що ж робить Боббі цілими днями, коли їх немає поруч. Дженсен Еклз виступає в ролі режисера цього епізоду. | 15 жовтня 2010     |
|         | |                    |
| 6.05    | Живи вільно або сутеній (англ. Live Free or TwiHard) (Назва епізоду — об'єднання назв фільмів «Міцний горішок 4.0» та «Сутінки». В оригіналі, назва першого фільму — це відома фраза «Live free or die hard», «Живи вільно або \помри за волю \ помри, намагаючись бути вільним». А словом Twihard називають людей, одержимих «Сутінками» письменниці Стефені Маєр.) Полюючи на вампірів, Дін перетворюється на одного з них. Він вбиває всіх вампірів в гнізді і чує голос Альфи. Семюель дає Діну ліки від вампіризму, і Дін згадує, що Сем дав йому перетворитися на вампіра навмисно.                                                                                              | 22 жовтня 2010     |
|         | |                    |
| 6.06    | Ти не витримаєш правди (англ. You Can't Handle the Truth) (Назва серії — відома фраза героя Джека Ніколсона із фільму «Декілька хороших хлопців», 1992.) Брати розслідують серію самогубств, причиною яких стало те, що всі говорили загиблим правду. Бажаючи дізнатися правду про брата, Дін теж потрапляє під вплив богині правди Верітас. | 29 жовтня 2010     |
|         | |                    |
| 6.07    | Сімейні справи (англ. Family Matters) (Назва епізоду — посилання на американську телевізійну комедію каналу CBS 1989—1997 років.) Кас з'ясовує, що у Сема немає душі, і що вона досі замкнена разом з Михаїлом та Люцифером в клітці. Самюель захоплює Альфа-вампіра і катує його, намагаючись дізнатися, де знаходиться чистилище. Брати дізнаються, що Самюель працює на Кроулі, і що їм теж доведеться працювати на нього, аби повернути душу Сема. | 5 листопада 2010   |
|         | |                    |
| 6.08    | Всі пси потрапляють в рай (англ. All Dogs Go to Heaven) (Назва епізоду — посилання на мультфільм студії «Дисней» 1989 року.) Брати стикаються з перевертнями, які прикидаються домашніми улюбленцями. | 12 листопада 2010  |
|         | |                    |
| 6.09    | Поплескай в долоні, якщо віриш (англ. Clap Your Hands If You Believe...) (Англійська назва епізоду — фраза Пітера Пена до дітей, які мали довести свою віру у фей.) Під час розслідування справи про прибульців Діна викрадають. Однак, коли він приходить до тями, то виявляє, що його викрадачі зовсім не прибульці, а феї. На жаль, тільки Дін може бачити фей, і це дещо ускладнює розслідування. Брати стають ще більш приголомшені, коли розслідування приводить їх у світ гномів, ельфів і лепреконів… | 19 листопада 2010  |
|         | |                    |
| 6.10    | Пристрасть за ґратами (англ. Caged Heat) (Назва серії — посилання на експлуатаційний фільм 1974 року.) Сем, Дін і Кастіель за допомогою демона Мег вирішили вбити Кроулі, який не бажає повернути душу Сема. У підсумку, повернути душу не вдалося, але Кастіель таки вбиває Кроулі, спалюючи його кістки. | 3 грудня 2010      |
|         | |                    |
| 6.11    | Побачення в Самаррі (англ. Appointment in Samarra) (Назва епізоду — посилання до однойменної новели 1934 року автора Джона О'Хара, герої якої кінчає життя самогубством.) Бажаючи повернути Семові душу, Дін укладає угоду зі Смертю. Він повинен добу виконувати обов'язки Смерті, надівши його перстень. Тим часом Сем за порадою Бальтазара намагається осквернити вмістилище, убивши Боббі, щоб душа не змогла існувати в тілі. Дін не справляється, але Смерть все одно спускається до Пекла. Дін рятує Боббі, і Смерть повертає душу Сему. | 10 грудня 2010     |
|         | |                    |
| 6.12    | Немов незаймана (англ. Like a Virgin) (Назва епізоду — посилання до відомій пісні Мадонни 1984 року, назву якої використовували для своїх епізодів автори понад десяти різних телешоу.) Душа Сема повернута, але він нічого не пам'ятає не лише про пекло, але й про події останнього року. Дін, побоюючись за брата, вирішує не розповідати йому про це, однак Сем дізнається про все від Кастіеля. Тим часом хтось викрадає незайманих, і розслідування приводить братів до висновку, що це справа рук дракона. Боббі дізнається, що дракони хочуть відкрити двері в чистилище і випустити «мати» всіх монстрів. Драконам це вдається.                                               | 4 лютого 2011      |
|         | |                    |
| 6.13    | Непрощений (англ. Unforgiven) (Назва епізоду — посилання до однойменного фільму Клінта Іствуда з Клінтом Іствудом в головній ролі.) Сем отримує таємниче повідомлення з координатами невеликого містечка, і брати беруться за розслідування. Дін дивується тим речам, які розповідають йому городяни про Сема, який раніше жив у цьому місті. Сем починає потроху згадувати справи, над якими він працював разом з Семюелем до повернення Діна. | 11 лютого 2011     |
|         | |                    |
| 6.14    | Манекен 3: Розплата (англ. Mannequin 3: The Reckoning) (Назва епізоду — посилання до треш-фільмів жахів.) Дін відправляється додому до Лізи, дізнавшись, що вона в біді, а Сем розслідує вбивства, які є покаранням за жорстокий жарт. | 18 лютого 2011     |
|         | |                    |
| 6.15    | Помилка по-французьки (англ. The French Mistake) (Назва епізоду — відома ідіома, яка означає гомосексуальний статевий зв'язок, про який пізніше шкодують.) У цьому епізоді Сем і Дін опиняться в «паралельному світі», де вони — актори Джаред і Дженсен, які грають персонажів Сема і Діна в серіалі «Надприродне». Туди їх відправив Бальтазар. Основною метою є захист переданого Бальтазаром Семові ключа від кімнати, де зберігається вся вкрадена Бальтазаром зброя. Зрештою брати знаходять коридор для повернення додому, а на їхній захист стає Кастіель. | 25 лютого 2011     |
|         | |                    |
| 6.16    | …І не залишилось жодного (англ. …And Then There Were None) (Назва епізоду — посилання до вірша з книги Агати Крісті «Десять негренят».) У цій серії Сем, Дін, Боббі і Руфус стикаються з кодлом матері Єви. Люди одержимі монстром, а потім нічого не пам'ятають про те, що накоїли. В ході розслідування Сем, Дін, Боббі і Руфус стикаються з Семюелем і Гвен. В результаті битви залишаються в живих тільки Дін, Сем та Боббі. | 4 березня 2011     |
|         | |                    |
| 6.17    | Моє серце буде битися далі (англ. My Heart Will Go On) (Посилання до однойменної пісні Селін Діон, що є саундтреком до фільму «Титанік».) З незрозумілих причин знаменитий Титанік у свій час не затонув, що спричинило за собою ланцюжок подій, які змінили майбутнє: Джо жива, Еллен заміжня за Боббі, брати ганяють на Мустангу, а люди, що вижили на кораблі, дали потомство у кількості близько 50 000. Тепер сама Доля займається вбивствами тих, хто не повинен був жити в теперішньому часі через катастрофу що не відбулась. Брати, в свою чергу, влаштовують полювання за долею.                                                                                             | 15 квітня 2011     |
|         | |                    |
| 6.18    | Західна земля (англ. Frontierland) (Епізод у стилі вестерн. Frontierland — назва одного з атракціонів парків Диснея, стилізованого від містечко Дикого Заходу XIX століття.) Брати дізнаються, що попіл Фенікса може допомогти їм позбутися Матері Всього. Тоді Кастіель відправляє їх на сто п'ятдесят років назад за день до того, як Семюель Кольт застрелить Фенікса. | 22 квітня 2011     |
|         | |                    |
| 6.19    | Люба матуся (англ. Mommy Dearest) (Назва серії — посилання до однойменного фільму 1981 року, знятого за книгою 1978 року) Сем, Дін, Боббі і Кастіель переслідують Єву до маленького містечка в штаті Орегон. Там вони виявляють, що всі городяни були обернені на монстрів, які з невідомої причини вмирають. | 29 квітня 2011     |
|         | |                    |
| 6.20    | Людина, яка хотіла стати королем (англ. The Man Who Would Be King) (Назва серії — посилання до однойменного твору Редьярда Кіплінга.) Кастіель розповідає про війну на небесах та про те, як він і Рафаїл стали ворогами. | 6 травня 2011      |
|         | |                    |
| 6.21    | Нехай ллється кров (англ. Let It Bleed) (Назва серії — посилання до восьмого альбому The Rolling Stones.) Кроулі викрадає Бена і Лізу, щоб дістатися до Діна. Сем і Дін змушені об'єднатися з несподіваним союзником, щоб звільнити їх. | 20 травня 2011     |
|         | |                    |
| 6.22    | Людина, яка забагато знала (англ. The Man Who Knew Too Much) (Назва серії — посилання до однойменному фільму 1934 року.) Кастіель зруйнував бар'єр в голові Сема, і той згадав усе, що відбувалося з ним в пеклі, а Дін і Боббі безсило спостерігають за тим, як руйнується його психіка. | 20 травня 2011     |
|         | |                    |

### Сезон 7 (2011—2012)
|         | |                    |
| № серії | Назва та короткий зміст серії | Дата виходу в ефір |
|         | |                    |
| 7.01    | Знайомтесь, новий бос (англ. Meet the New Boss) Кастіель не вбиває Сема, Діна і Боббі, але попереджає їх, щоб вони не лізли в його справи. Виходячи зі свого нового божественного становища, Кастіель починає наводити лад в цьому світі. Дін вирішує, що вони повинні зловити Смерть і змусити його зупинити Кастіеля, але колишній ангел на крок попереду їх, і він залишає Діна наодинці з дуже розлюченою Смертю. Тим часом Сем щосили намагається впоратися з розваленою стіною у себе в голові. З Кастіелем трапляються непередбачені події. | 23 вересня 2011    |
|         | |                    |
| 7.02    | Привіт, жорстокий світе (англ. Hello Cruel World) Зруйнована стіна в голові Сема стає причиною галюцинацій, і він уже не може відрізнити дійсність від видінь. Боббі побоюється, що Дін не зможе одночасно протистояти левіафанам і наглядати за Семом. | 30 вересня 2011    |
|         | |                    |
| 7.03    | Сусідка (англ. The Girl Next Door) Дін розлючується, коли Сем зникає, самотужки почавши розслідування справи, дуже схожої на іншу, яку він розслідував, коли був підлітком. Монстр Кіцуне виявляється дівчиною Емі. Вона вбиває всяких бандитів і покидьків, щоб зжерти їх мозок, — цю ж саму істоту Сем переслідував в дитинстві. | 7 жовтня 2011      |
|         | |                    |
| 7.04    | Захищаючи твоє життя (англ. Defending Your Life) Сем і Дін розслідують низку жахливих вбивств і виявляють, що у всіх смертях винен єгипетський бог Осіріс. Мстивий бог судить людей за їхні помилки та присуджує до смерті, якщо визнає їх винними. Він звинувачує Діна і вирішує, що той повинен з'явитися перед його судом. Сем виступає в ролі адвоката Діна, але брати опиняються захопленими зненацька, коли Осіріс викликає несподіваного свідка — Джо. | 14 жовтня 2011     |
|         | |                    |
| 7.05    | Заткніться, докторе Філ (англ. Shut Up, Dr. Phil) Сем і Дін зустрічають Меггі Старк, відьму, яка обрушила свій гнів на маленьке містечко, що призвело до численних жертв. Брати розшукують її чоловіка, Дональда, щоб дізнатися, чи може він допомогти. Дональд говорить, що Меггі злиться на нього через його любовні інтриги і тепер від її злості страждають всі городяни. | 21 жовтня 2011     |
|         | |                    |
| 7.06    | Вбивче чтиво (англ. Slash Fiction) ФБР знову оголошує в розшук Сема і Діна Вінчестерів через те, що два левіафани клонували братів і почали вбивати направо і наліво. Об'єктам національного розшуку, справжнім Сему і Діну, доводиться ховатися, тому Боббі відправляє їх за допомогою до Френка Деверо — дивакуватого експерта зі стеження. Сам Боббі в цей час продовжує шукати спосіб убити левіафанів або, принаймні, заподіяти їм хоч якусь шкоду, щоб справжні Вінчестери змогли зупинити своїх злодійських двійників. | 28 жовтня 2011     |
|         | |                    |
| 7.07    | Менталісти (англ. The Mentalists) Сем і Дін розслідують жорстокі вбивства місцевих екстрасенсів в містечку Лілі Дейл, найбагатшого на медіумів міста Америки. Вони дізнаються, що злісний привид вбиває ясновидців одного за іншим, але в місті, повному людей, які заявляють, що здатні викликати привидів, нелегко вичислити справжнього «повелителя духів». | 4 листопада 2011   |
|         | |                    |
| 7.08    | Сьомий сезон — час одружитись! (англ. Season 7, Time for a Wedding!) На черговому полюванні Сем і Дін наштовхуються на одного старого знайомого, і тут пригадуються колишні рахунки. Дін несподівано для себе потрапляє в таку ситуацію, що йому мимоволі доводиться скооперуватися з дивакуватим, але непоганим мисливцем Гартом. | 11 листопада 2011  |
|         | |                    |
| 7.09    | Як завоювати друзів та підкорити монстрів (англ. How to Win Friends and Influence Monsters) (Назва серії — посилання до книги «Як завойовувати друзів і впливати на людей») Сем, Дін та Боббі стають мисливцями в прямому сенсі слова та, щоб вистежити істоту, яка нападає на людей в лісі, розбивають табір у парку Нью-Джерсі. Жителі міста стверджують, що це справжній Диявол з Джерсі. Тим часом, Дін із задоволенням виявляє в місті ресторан Біггерсона, але його чекає розчарування, коли виявляється, що з'ївши фірмовий сендвіч, люди божеволіють. | 18 листопада 2011  |
|         | |                    |
| 7.10    | На порозі смерті (англ. Death's Door) Поки Сем та Дін намагаються обігнати час, виконуючи місію, ставки в якій високі, Боббі шукає допомогу у старого друга, щоб вирішити одну надзвичайно особисту проблему. | 2 грудня 2011      |
|         | |                    |
| 7.11    | Пригоди няньки (англ. Adventures in Babysitting) Не оговтавшись після того, що трапилося з Боббі, Дін одержимий ідеєю знайти спосіб прикінчити Діка Романа, в той час як Сем вирішує допомогти дівчинці-підлітку відшукати її батька, який зник безвісти. | 6 січня 2012       |
|         | |                    |
| 7.12    | Подорож у часі (англ. Time After Time) Намагаючись врятувати Діна, якого бог часу закинув в 1944 рік в компанію до Еліота Несса, Сем несподівано зустрічає старого друга. | 13 січня 2012      |
|         | |                    |
| 7.13    | Душогубки (англ. The Slice Girls) Сем та Дін розслідують випадки смертей, коли у жертв відрубані кисті рук і ступні, причому, на грудях постраждалих вирізані дивні символи. Поки Сем шукає інформацію в місцевому університеті, Дін відправляється в своє улюблене місце проведення розслідувань — місцевий бар. Дін зав'язує розмову з місцевою мешканкою на ім'я Лідія, і вони вирушають до неї додому. Сем з'ясовує, що символи на жертвах — знаки воїнів-амазонок. | 3 лютого 2012      |
|         | |                    |
| 7.14    | Чарівний звіринець Плакі Свистуна (англ. Plucky Pennywhistle's Magical Menagerie) Чергова справа приводить Вінчестерів в Канзас, де Сему доведеться прямолиць зустрітися зі своїми дитячими страхами. Вінчестери проводять розслідування в місцевій піцерії, де влаштовуються святкування днів народження для дітей. Сем та Дін з'ясовують, що діти всіх жертв нещодавно побували в цьому ресторані та малювали картинки своїх найжахливіших страхів, які потім з'явилися вбити їх батьків. Поки Дін розбирається з людиною, що стоїть за цим чарівництвом, Сем змушений зіткнутись з надзвичайно злісними клоунами.                                                      | 10 лютого 2012     |
|         | |                    |
| 7.15    | Різник (англ. Repo Man) Чотири роки тому Сем та Дін вигнали демона, який вбивав жінок в невеликому містечку. Тоді, вигнавши демона, Вінчестери врятували поштового службовця Джефрі, а тепер, схоже, чорноокий монстр повернувся та знову почав вбивати. Вінчестери вирішили навідатися до Джефрі та перевірити, чи не вселився в нього знову демон. | 17 лютого 2012     |
|         | |                    |
| 7.16    | Геть старі звички (англ. Out With The Old) Гине балерина, натанцювавшись до смерті. Сем та Дін вирішують розслідувати цю справу та виявляють, що на пуанти накладено прокляття. | 16 березня 2012    |
|         | |                    |
| 7.17    | Відновлена особистість (англ. The Born-Again Identity) (Назва серії — посилання до фільму «Bourne Identity» (Ідентифікація Борна), де ім'я Борн звучить схоже на «born», «народжений», тоді як «born-again» — «відроджений, відновлений, той, що переродився») Люцифер доводить Сема до межі і той потрапляє до психіатричної лікарні. Відчайдушно намагаючись врятувати свого брата, Дін звертається до мисливців, раптом хто-небудь знає, як йому можна допомогти. Один з мисливців називає Діну ім'я цілителя, який несподівано виявляється кимось дуже знайомим… | 23 березня 2012    |
|         | |                    |
| 7.18    | Пали, Гарт! (англ. Party On, Garth!) (Посилання до фрази «Party on, Wayne» зі скетч шоу «Wayne's World».) Діну несподівано дзвонить Гарт і просить братів йому допомогти. Сем та Дін з'ясовують, що мають справу з Шоджі, японською істотою, яка насилає на ворогів прокляття, щоб помститися. Найгірше в сутичці з Шоджі — те, що побачити його можна тільки після великої дози алкоголю. | 30 березня 2012    |
|         | |                    |
| 7.19    | Питання життя і смерті (англ. Of Grave Importance) Сему та Діну дзвонить Енні Хокінс, стара знайома мисливців, та просить про допомогу. Коли вони прибувають в місто, дізнаються, що Енні зникла. Вони відстежують її слід до покинутого будинку, в якому водиться сильний привид. | 20 квітня 2012     |
|         | |                    |
| 7.20    | Дівчина з татуюванням підземель і драконів (англ. The Girl With The Dungeons and Dragons Tattoo) (Посилання до фільму «Дівчина з тату дракона» та гри «Dungeons & Dragons».) У руки до Діка Роману потрапляє жорсткий диск Френка, на якому міститься конфіденційна інформація про Вінчестерів. Він передає його геніальному хакеру Чарлі, та повідомляє їй, що у неї є три дні на злом, інакше вона буде звільнена. Сем та Дін дізнаються, що жорсткий диск у Діка та намагаються дістатися до Чарлі раніше, ніж вона зламає код. Між тим, Боббі намагається допомогти братам, але він занадто злий на Діка за те, що той його вбив, і це починає добряче йому заважати. | 27 квітня 2012     |
|         | |                    |
| 7.21    | Читання — це основа основ (англ. Reading is Fundamental) Мег дзвонить Вінчестерам та повідомляє, що Кастіель прокинувся і заговорив. Тим часом, у підлітка на ім'я Кевін вдаряє блискавка, і він мимоволі перетворюється на пророка. Сем та Дін вірять, що Кевін є ключем до перемоги над левіафанами, але спочатку потрібно відбити його у двох ангелів, що жадають використати його в своїх особистих цілях. | 4 травня 2012      |
|         | |                    |
| 7.22    | І буде кров (англ. There Will Be Blood) (Посилання до фільму «Нафта») Сем та Дін шукають Альфу — для того, щоб перемогти Діка Романа та левіафанів, Сем та Дін повинні знайти три ключі. Кастіель допомагає знайти один, але в пошуках решти Вінчестери зіткнуться з двома своїми найсильнішими супротивниками — Альфою та Кроулі. Між тим, Боббі пробує новий примарний трюк, наслідки якого дуже небезпечні. | 11 травня 2012     |
|         | |                    |
| 7.23    | Виживає найпристосованіший (англ. Survival of the Fittest) Щоб перемогти Діка Романа, Сем та Дін штурмують компанію «Сакрокорп». Вони готуються до битви з лідером левіафанів. Дік на останньому етапі свого плану, але Вінчестери повинні об'єднатися з Кастіелем, Боббі, Мег та Кевіном — пророком, щоб зупинити його. Однак, Дік — один із найрозумніших ворогів, з яким вони коли-небудь стикалися, так що тільки гра розуму вирішить, хто візьме гору. Але фінал обіцяє продовження історії… | 18 травня 2012     |
|         | |                    |

### Сезон 8 (2012—2013)
|         | |                    |
| № серії | Назва та короткий зміст серії | Дата виходу в ефір |
|         | |                    |
| 8.01    | Треба поговорити про Кевіна (англ. We Need to Talk About Kevin) (Назва — посилання на фільм «Щось не так із Кевіном» 2011 року.) Дін вибирається з чистилища, але не сам. Він прямує до Сема, проте возз'єднання сім'ї проходить не зовсім так, як йому уявлялося. Сем кидає все заради того, щоб бути зі своїм братом, але розлучитися з цілим життям, що він прожив без Діна, виявляється дещо складніше, ніж він очікував. Дін і Сем шукають Кевіна, якому вдалося втекти з-під нагляду Кроулі, але все тільки ускладнюється, коли Кевін говорить їм, чого хоче Кроулі.                                                                                         | 3 жовтня 2012      |
|         | |                    |
| 8.02    | Що таке, мати-тигриця? (англ. What's Up, Tiger Mommy?) (Назва — посилання на фільм «Що трапилося, тигрова ліліє?» 1966 року.) Кевін змушує Сема і Діна відвідати його маму. Утрьох вони рятують її від демонів. Також вони дізнаються, що скрижаль викрадена Плутосом та виставлена ним на аукціон. Сем, Дін, Кевін та його мама приєднуються до участі в аукціоні, щоб викупити скрижаль. | 10 жовтня 2012     |
|         | |                    |
| 8.03    | Душевний біль (англ. Heartache) (Назва епізоду популярна серед різних художніх творів.) Сем та Дін розслідують ланцюжок незвичайних вбивств, в яких жертвами стали реципієнти органів одного й того ж донора. Вбивцю схопили, проте все ускладнюється, коли брати виявляють його вимовляючим древні молитви, перебуваючи в трансі. | 17 жовтня 2012     |
|         | |                    |
| 8.04    | Вкушений (англ. Bitten) (Назва — посилання на кілька літературних, музичних та відеотворів про перевертнів.) Сем та Дін розслідують незвичайне вбивство в університетському містечку. Йдучи по сліду підозрюваного, вони вриваються в квартиру, де знаходять два тіла та ноутбук, на якому грає дивне відео. Відзняте відео починається з того, як Браян, Майк та Кейт дізнаються про незвичайний напад дикої тварини в своєму місті, інша історія розказана з їхньої точки зору. Сем та Дін, самі того не підозрюючи, стають учасниками унікального студентського фільму.                                                                                         | 24 жовтня 2012     |
|         | |                    |
| 8.05    | Брат по крові (англ. Blood Brother) (Blood brother — назва кількох десятків кіно- і телефільмів та серіалів, літературних і музичних творів.) Після того, як Бенні жорстоко б'ють інші вампіри, він просить допомоги у Діна. Дін моментально збирається та говорить розгубленому Сему, що бере «особистий вихідний». Бенні зізнається, що йде по сліду свого Творця. Дін погоджується допомогти, згадуючи, як Бенні багато разів допомагав йому та Кастіелю в Чистилищі. Тим часом Сем розмірковує про своє залишене життя з Амелією, але як тільки справи у Діна та Бенні погіршуються, Дін кличе Сема на допомогу, і ситуація стає досить заплутаною…            | 31 жовтня 2012     |
|         | |                    |
| 8.06    | Південна гостинність (англ. Southern Comfort) (Назва — посилання на трилер «Південна гостинність» 1981 року.) Гарт повертається, щоб допомогти Сему та Діну з однією справою — брати розслідують вбивство та розуміють, що Гарт вже замішаний у справі. Дін не радий тому, що Гарт узяв на себе обов'язки Боббі, але Гарт вказує, що вони були відсутні весь минулий рік та хтось повинен був цим займатися. Хлопці знаходять «мстивого привида», який винен у всіх цих вбивствах, та тепер вони повинні знайти початок історії до того, як вбивства відновляться.                                                                                                 | 7 листопада 2012   |
|         | |                    |
| 8.07    | Шматочок Кевіна (англ. A Little Slice of Kevin) (Назва епізоду — посилання на вислів a little slice of Heaven («скибочка небес»), що означає вельми бажане місце або людину.) Трен та Кевін працюють над бомбою, щоб використати її проти Кроулі. Сем і Дін приголомшені, коли з'являється Кастіель та повідомляє, що втік із Чистилища. | 14 листопада 2012  |
|         | |                    |
| 8.08    | Безстрашні мисливці (англ. Hunteri Heroici) (Назва епізоду — це псевдо-латинський переклад «Героїчні мисливці», як це робиться в мультфільмах Looney Tunes, де персонажі отримали псевдо-латинські імена, на кшталт, Speedometrus Rapidus; такий же прийом використовує І. Котляревський в «Енеїді».) Кастіель повідомляє Сему та Діну, що вирішив стати, як вони, мисливцем. Вінчестери не дуже раді цьому, але погоджуються зайнятися справою, яку знайшов Кас: у людини серце в грудях буквально вибухнуло. Хлопці з'ясовують, що в містечку відбулося більше ніж одне дивне вбивство, та всі вони нагадують смерті з мультфільмів.                             | 28 листопада 2012  |
|         | |                    |
| 8.09    | Громадянин Ікло (англ. Citizen Fang) (Назва — посилання на фільм «Громадянин Кейн» 1941 року.) За дорученням Сема, мисливець на ім'я Мартін відправляється стежити за Бенні, але Діну про це нічого невідомо. Незабаром від Мартіна стає відомо, що якийсь вампір вбиває людей і Діну доводиться встати на захист свого друга. Коли Вінчестери діють, Мартін вирішує взяти все в свої руки, однак справа приймає несподіваний поворот. І Дін змушений прийняти складне рішення. | 5 грудня 2012      |
|         | |                    |
| 8.10    | Побиті життям (англ. Torn and Frayed) (Назва — посилання на пісню The Rolling Stones 1972 року.) Наомі повідомляє Кастіеля, що Кроулі тримає в полоні ангела, та наказує Касу врятувати бранця до того, як Король Пекла дізнається у нього всі таємниці. Кас звертається за допомогою до Діна. Сем, тим часом, зустрічається з Амелією, яка ставить його перед вибором: залишитися з нею або ніколи більше з нею не бачитися. | 16 січня 2013      |
|         | |                    |
| 8.11    | Рольова гра і справжня дівчина (англ. LARP and the Real Girl) (Назва — посилання на фільм «Ларс і справжня дівчина» 2007 року.) Сем та Дін розслідують загадкову смерть двох рольовиків, які брали участь у грі Moondoor. Хлопці здивовані, коли виявляється, що королева Мундор — ніхто інша, як Чарлі. Разом вони дізнаються, що фею відрядили, щоб капостити людям. Єдиний спосіб зупинити її — знайти її господаря. | 23 січня 2013      |
|         | |                    |
| 8.12    | Із плином часу (англ. As Time Goes By) (Назва епізоду — посилання на пісню із кінофільму «Касабланка»; ця музика грає зі скриньки, яку купляє Генрі для Джона.) Сем і Дін приголомшені раптовою появою в їх готельному номері чоловіка, який назвався Генрі Вінчестером, їх дідом, та вимагає дізнатися, де знаходиться Джон Вінчестер. Генрі перемістився в часі, щоб зупинити демона Аббалдон, та шукав допомоги Джона. Завдяки Генрі, Сем та Дін більше дізнаються про свого батька та сімейство Вінчестерів. | 30 січня 2013      |
|         | |                    |
| 8.13    | Усі ненавидять Гітлера (англ. Everybody Hates Hitler) (Назва — посилання на сітком «Усі ненавидять Кріса» 2005—2009 років.) Сем і Дін розслідують смерть рабина Басса, який раптово згорів. Справа стає заплутанішою, коли вони дізнаються, що рабин займався дослідженням нацистських некромантів. На Сема і Діна нападає Голем, який виявляється належить онукові рабина, Аарону. Голем є ключем до розгадки, але Аарон не знає, як ним керувати, через що всі знаходяться в небезпеці. | 6 лютого 2013      |
|         | |                    |
| 8.14    | Метод проб і помилок (англ. Trial and Error) (Назва — посилання на фільм 1997 року.) Кевін розшифровує скрижаль і з'ясовує, як закрити Ворота Пекла. Він говорить Сему і Діну, що згідно з Писанням, одна людина повинна витримати три випробування, приготовані Богом. Перше — вбити пекельного пса. Сем і Дін сперечаються, хто саме повинен їх пройти. | 13 лютого 2013     |
|         | |                    |
| 8.15    | Особливо найкращий друг людини (англ. Man's Best Friend With Benefits) (Назва — посилання на фільм «Друзі по сексу» (англ. Friends with Benefits), 2011 рік.) Після роботи з Вінчестерами офіцер поліції на ім'я Джеймс звертається за допомогою до чорної магії. Незабаром він починає бачити сни, в яких він вбиває невинних людей. Коли ці сни починають втілюватися в реальність, до братів за допомогою звертається несподіваний персонаж. | 20 лютого 2013     |
|         | |                    |
| 8.16    | Згадуючи Титанів (англ. Remember the Titans) (Назва — посилання на фільм «Згадуючи титанів» 2000 року.) Сем та Дін Вінчестери дізнаються про дивний випадок воскресіння людини. Вважаючи, що вони мають справу із зомбі, вони намагаються вбити його, однак у справу втручається богиня Артеміда. Тоді брати розуміють, що це зовсім не зомбі, а грецький титан Прометей. | 27 лютого 2013     |
|         | |                    |
| 8.17    | Прощавай, незнайомець (англ. Goodbye Stranger) (Назва — посилання на пісню гурту Supertramp 1979 року.) Кастіель повернувся і просить допомоги у Сема і Діна в боротьбі з демонами, що шукають скрижаль про ангелів. Брати вирішують допомогти ангелу і знаходять змучену демонами Мег, яку допитують. У той час, як Дін і Кастіель йдуть шукати скрижаль, Мег і Сем відволікають Кроулі. | 20 березня 2013    |
|         | |                    |
| 8.18    | Диваки і навіжені (англ. Freaks and Geeks) (Назва — посилання на телесеріал «Диваки і навіжені» 1999—2000 років.) Сем і Дін розслідують вбивство, вчинене якимось вампіром і з подивом виявляють, що в справу залучена Кріссі Чемберс, їх стара знайома. Вони знаходять її і з'ясовують, що її батько був убитий, а Кріссі взяв під опіку хтось на ім'я Віктор, який навчає групу молодих сиріт мисливському мистецтву. Віктор допомагає дітям відшукати та помститися вампірам, які вбили їх батьків. Він показує підліткам, ніби життя мисливців — таке ж гарне, як і життя вдома, і Сем ставиться до цього з цікавістю, проте Діна насторожують мотиви Віктора. | 27 березня 2013    |
|         | |                    |
| 8.19    | Таксист (англ. Taxi Driver) (Назва — посилання на фільм «Таксист» 1976 року.) Сему і Діну дзвонить Кевін, нажаханий тим, що чує у себе в голові голос Кроулі. Брати кооперуються із женцем душ на ім'я Аджей, який допомагає їм у другому випробуванні, зазначеному в скрижалі. Тим часом, Діна відвідує Наомі, і він розуміє, що йому слід знайти Бенні та попросити про велику послугу. | 3 квітня 2013      |
|         | |                    |
| 8.20    | Ігроманія (англ. Pac-Man Fever) (Назва — посилання на пісню групи Buckner & Garcia, 1982 рік, на честь популярної комп'ютерної гри.) Стурбований тим, наскільки Сема змучило друге випробування, Дін усуває його від полювання до тих пір, поки той не оговтається. Тим часом Чарлі випадково знаходить справу, і Дін вирішує, що пора навчити її бути мисливцем. Радіючи її успіхам, брати, тим не менш, підозрюють, що вона щось приховує, — таємницю, через яку її можуть вбити. | 24 квітня 2013     |
|         | |                    |
| 8.21    | Великий утікач (англ. The Great Escapist) (Назва епізоду — посилання на фільм 1943 року про втечу з нацистського концтабору.) Коли Сем і Дін отримують тривожне відеоповідомлення від Кевіна Трента, то приступають до розшифровки третього випробування. Здобута інформація призводить братів в казино Колорадо, де вони знаходять таємничого відлюдника, здатного допомогти заповнити прогалини в перекладах Кевіна. Кроулі тим часом підраховує свої перемоги. А Кастіель ховається від Наомі та ангелів, що полюють на нього. | 1 травня 2013      |
|         | |                    |
| 8.22    | Уривки минулого (англ. "Clip Show") (Назва епізоду, clip show, — телевізійний термін, що означає серію, яка створена на основі старих епізодів; у цій серії з'являється одразу кілька персонажів різних минулих сезонів — Томмі Коллінз, Сара Блей, Дженні Кляйн.) Сем і Дін знову зустрічаються із Кастіелем. Порпаючись в записах Літописців, вони знаходять відео, яке може слугувати ключем до третього випробування. Метатрон вербує Каса, щоб вирішити проблеми вдома. Тим часом Кроулі копирсається в минулому Сема і Діна. | 8 травня 2013      |
|         | |                    |
| 8.23    | Жертва (англ. "Sacrifice") (Назва — посилання на пісню Елтона Джона з альбому «Sleeping with the Past» 1989 року.) Кроулі має намір знищити все хороше, що зробили Сем і Дін як мисливці, і хлопці тепер знаходяться в скрутному становищі. Але з допомогою Кевіна брати Вінчестери вирішуються на останню гру проти Короля Демонів. Метатрон з Кастіелем приступають до плану по захопленню Наомі та Небесної бюрократії. | 15 травня 2013     |
|         | |                    |

### Сезон 9 (2013—2014)
|         | |                    |
| № серії | Назва та короткий зміст серії | Дата виходу в ефір |
|         | |                    |
| 9.01    | Я думаю, мені тут сподобається (англ. I Think I'm Gonna Like It Here) Дін у нестямі після того як Сему стало зле, а лікарі кажуть, що він не виживе. У відчаї, Дін в молитві звертається до всіх ангелів з проханням допомогти його братові, а в обмін на це Дін готовий виконати будь-яке прохання. Більшість ангелів дуже злі на Діна і намагаються вбити його, але один — Езекіїл — добереться до Діна першим. Тим часом Сем бореться за своє життя і для цього йому доведеться зіткнутися з декількома, вже знайомими нам, демонами. Тим часом Кастіель намагається вижити у світі людей без ангельської сили. | 8 жовтня 2013      |
|         | |                    |
| 9.02    | Дияволу не байдуже (англ. Devil May Care) Дін приготував «подарунок» для Сема і Кевіна — Кроулі, в багажнику Імпали. Поки вони намагаються відстежити демонів на Землі, Аббадон продовжує свій план по захопленню пекла. | 15 жовтня 2013     |
|         | |                    |
| 9.03    | Я не янгол (англ. I'm No Angel) Езекіїл розповідає Вінчестерам про групу розлючених янголів, що переслідують Кастіела. Вони відправляються на допомогу, поки ще не пізно. А тим часом Кас продовжує освоювати життя звичайної людини. | 22 жовтня 2013     |
|         | |                    |
| 9.04    | Вечірка з ночівлею (англ. Slumber Party) Вінчестери телефонують Чарлі, щоб та допомогла їм з комп'ютерами в бункері Хранителів Знань, що світився, як новорічна ялинка, коли ангели впали з небес. Виявляється, що за одним із комп'ютерів знаходиться відьмацький мішечок, який відкриває зелені стіни, що ведуть в Країну Оз. | 29 жовтня 2013     |
|         | |                    |
| 9.05    | Собачий полудень Діна (англ. Dog Dean Afternoon) (Назва серії — відсилання до фільму «Dog day afternoon» (Собачий полудень); ця ідіома означає «найгарячішу пору доби») В ході розслідування Сем і Дін з'ясовують, що свідком двох жорстоких убивств була німецька вівчарка. Бажаючи дізнатися з якою нечистю вони мають справу цього разу, Вінчестери знаходять заклинання, яке повинне допомогти Діну «знайти спільну мову» з собакою. На жаль, у заклинанні проявляється несподіваний побічний ефект. | 5 листопада 2013   |
|         | |                    |
| 9.06    | Небеса не можуть чекати (англ. Heaven Can't Wait) Кастіель все більше починає звикати до людського життя і влаштовується на роботу в супермаркет. Однак він незабаром дізнається про містичні зникнення людей і просить Діна розслідувати цю справу. Дін, розуміючи, що зустріч з Кастіелем може викрити його брехню, залишає Сема з Кевіном. | 12 листопада 2013  |
|         | |                    |
| 9.07    | Погані хлопці (англ. Bad Boys) Діну дзвонить старий знайомий на ім'я Сонні і просить допомогти в одній справі. Сонні володіє притулком для підлітків, що порушили закон. Дін мешкав у цьому в будинку, коли крав їжу в дитинстві. Сем в шоці від того, що ніколи не знав про цю частину минулого свого брата і просить розповісти йому побільше, але Дін ухиляється від відповіді. | 19 листопада 2013  |
|         | |                    |
| 9.08    | Молот і ковадло (англ. Rock and a Hard Place) Шериф Міллз викликає Сема і Діна на допомогу в розслідуванні серії вбивств в її невеликому містечку. З'ясовується, що всі чотири жертви належали до однієї з груп стриманості в місцевій церкві. Брати вирішують записатись у цю групу. Коли Дін раптово зникає, Сем і шериф Міллз розуміють, що Діна забрало те, за чим вони полюють, і об'єднують зусилля, щоб його врятувати. | 26 листопада 2013  |
|         | |                    |
| 9.09    | Святий жах (англ. Holy Terror) Війна Ангелів почалася — Сем і Дін прибувають на місце, де сталася масова різанина між ангелами, і випадково натикаються там на Кастіеля. Під час розслідування бійні, Кастіель опиняється в полоні і його катують. Тим часом Дін гадає, які насправді вимоги Єзекіїля, і чи не настав час розповісти правду Сему. | 3 грудня 2013      |
|         | |                    |
| 9.10    | Поїздка (англ. Road Trip) Дін спустошений після загибелі Кевіна і клянеться знайти ангела, який убив його, не тільки заради того, щоб звільнити Сема, але і заради помсти. Кастіель прибуває в бункер і припускає, що вони зможуть відокремити свідомість Сема і поговорити з ним, щоб вигнати Габріеля. Однак є маленька проблема: єдиний, хто знає, як це зробити — Кроулі. | 14 січня 2014      |
|         | |                    |
| 9.11    | Первісток (англ. First Born) Намагаючись повернутися на свою посаду короля пекла, Кроулі просить у Діна допомоги, щоб знайти «Перший Клинок», єдиний меч, який може вбити Аббадон. Дін неохоче погоджується. Сем повертається в бункер до Кастіеля. Кастіель пропонує витягти благодать і ув'язнити Габріеля. Єдина проблема полягає в тому, що це приведе до незворотного зникнення Сема. | 21 січня 2014      |
|         | |                    |
| 9.12    | Гострі зуби (англ. Sharp Teeth) Коли Сем і Дін дізнаються, що Гарт у лікарні, вони вирішують його провідати. Все ще відчуваючи провину за Кевіна, Дін кидається на Гарта з питаннями про його зникнення і вимагає сказати йому, де він переховувався. Гарт робить вигляд, що йому потрібно відійти, і тікає від братів. Не розуміючи, чому Гарт втік від них, Сем і Дін починають своє розслідування і шоковані тим, що виявляють. | 28 січня 2014      |
|         | |                    |
| 9.13    | Очищення (англ. The Purge) Для розслідування вбивства людей з надлишковою вагою, які перед смертю різко худли, Сем і Дін замаскувалися під працівників СПА салону. Всі жертви шукали спосіб, щоб схуднути. Підозрюють відьом. У той час як Сем найнятий як фітнес-інструктор, Дін працюватиме на кухні. | 4 лютого 2014      |
|         | |                    |
| 9.14    | Бранці (англ. Captives) У бункері з'являється привид Кевіна, який розповідає, що душі не потрапляють в рай, і просить їх знайти його матір. Кастіель дізнається про інших ангелів, які не приєдналися до Бартоломео. | 25 лютого 2014     |
|         | |                    |
| 9.15    | Тонка людина (англ. Thinman) Убита дівчинка-підліток. За мить до смерті вона встигає зробити фото, на якому видно примарну фігуру на задньому плані. Щоб чимось себе зайняти, Дін і Сем відправляються у Вашингтон на пошуки примари. Розмовляючи з Бетті, матір'ю вбитої дівчини, брати запитують її про паранормальні явища і Бетті каже, що раніше їй дзвонили «мисливці за надприродним» і питали те ж саме. Знаменитими «мисливцями за надприродним» виявляються Гаррі і Ед. | 4 березня 2014     |
|         | |                    |
| 9.16    | Ті, що біжать по лезу (англ. Blade Runners) Дін злиться через те, що не може зв'язатися з Кроулі, який обіцяв йому відшукати Перший Клинок. Коли нарешті Кроулі дзвонить Діну і Сему, він повідомляє їм, що він колов собі людську кров, і тепер йому потрібна їхня допомога. На довершення до всього, демониця, яка діставала для нього кров, здала його і попередила Абаддон, що Кроулі разом з братами Вінчестерами шукають Перший Клинок. Тепер братам необхідно знайти клинок раніше, ніж це зробить Абаддон, тому вони звертаються по допомогу до колишнього члена братства Хранителів Знань. | 18 березня 2014    |
|         | |                    |
| 9.17    | Маленький мамин помічник (англ. Mother's Little Helper) Дін бореться з наслідками прийняття Мітки Каїна. Тим часом Сем знаходить справу про звичайних людей, які стають жорстокими вбивцями. Сем думає, що справа в одержимості, і пропонує Діну почати розслідування, але Дін просить їхати без нього. Опитуючи місцевих старожилів, Сем зустрічає жінку похилого віку на ім'я Джулія, яка розповідає йому, що Хранителі Знань приїжджали в місто у 1958 році. Джулія розповідає Сему історію про молоду людину на ім'я Генрі Вінчестер і його напарницю Джозі Сандс. Поки Сем у від'їзді, Кроулі випробовує Діна. | 25 березня 2014    |
|         | |                    |
| 9.18    | Метапроза (англ. Meta Fiction) Сем і Дін все ще намагаються знайти Аббадон. Тим часом в Юті вбиті ангели, які відмовилися приєднатися до Метатрону. Кастіель з'ясовує, що Габріель працює на Метатрона, про що повідомляє Вінчестерам. До Каса звертається Гавриїл, налаштований вбити Метатрона, і просить Кастіеля допомогти йому. Приїхавши в місто, куди, імовірно, прямував Габріель, Сем і Дін розуміють, що той вже там. Через деякий час Кас розуміє, що все, що з ним відбувалося — ілюзія. Метатрон намагається переконати Кастіеля об'єднати з ним сили, але той відмовляється. Тим часом Сем і Дін зловили Габріеля. Дін відправляє Сема дізнатися, що сталося з Кастіелем, а сам тим часом намагається з'ясувати у Габріеля, що задумав Метатрон. У мотелі, в якому зупинився Кас, Сем зустрічає Метатрона, який пропонує обміняти Каса на Габріеля. | 15 квітня 2014     |
|         | |                    |
| 9.19    | Алекс, Енні, Алексіс, Енн (англ. Alex Annie Alexis Ann) (Назва серії — посилання на фільм «Martha Marcy May Marlene», де головна героїня страждає від галюцинацій і параної після того, як втекла з секти і повернулась в родину) Шериф Міллз дзвонить Сему і Діну після того, як вона вбила вампіра, який атакував ув'язнену по імені Енні. Вони з'ясовують, що Енні була вкрадена сім'єю вампірів, які використовували її як приманку, щоб залучити людей, якими вони могли б годуватися. Шериф Міллз намагається врятувати Енні від викрадачів, але їй стає відомо, чому родина завжди на першому місці. | 22 квітня 2014     |
|         | |                    |
| 9.20    | Родовід (англ. Bloodlines) Сем і Дін розслідують справу в Чикаго, де, як з'ясовується, декілька кланів монстрів керують темною стороною міста. Однією з сімей перевертнів керує Марго Лессітер, чиє лідерство опиняється під загрозою, коли додому повертається її брат. Інша «правляча» сім'я в місті складається з перевертнів на чолі з Джуліаном Дювалем. Крім того, в Чикаго Сем і Дін зустрічають Енніс, людину, що має особисті рахунки з монстрами. Вінчестери попереджають його про труднощі життя мисливця, але Енніс відмовляється їх слухати і стає на небезпечний шлях. | 29 квітня 2014     |
|         | |                    |
| 9.21    | Король проклятих (англ. King of the Damned) Кастіель бере в заручники одного з ангелів, пов'язаних з Метатроном, і просить Сема і Діна його допитати і з'ясувати, що задумав Метатрон. Тим часом Абаддон, шантажуючи Кроулі його сином, вимагає щоб він підлаштував Вінчестерам пастку. Кроулі змушений погодитися, але попереджає Діна про це. Кастіель з'ясовує, що хтось із ангелів в його команді шпигує для Метатрона, зустрічається з Габріелем і просить того про допомогу. | 6 травня 2014      |
|         | |                    |
| 9.22    | Сходи у небо (англ. Stairway to Heaven) Кастіель шокований, дізнавшись, що масована атака на решту ангелів замовлена одним з його послідовників, в той час як Дін — який продовжує піддаватися впливу клинка — дізнається, що напад є частиною змови за участю їх старого «союзника» женця Теси. | 13 травня 2014     |
|         | |                    |
| 9.23    | Ти віриш у дива? (англ. Do You Believe in Miracles?) Метатрон робить свій хід проти людства. Дін, Сем та Кастіель стикаються з шокуючими наслідками своєї боротьби з ним. | 20 травня 2014     |
|         | |                    |

### Сезон 10 (2014—2015)
|         | |                    |
| № серії | Назва та короткий зміст серії | Дата виходу в ефір |
|         | |                    |
| 10.01   | Чорне (англ. Black) Дін стає демоном і працює з Кроулі, поки Сем намагається з'ясувати, що сталося з його братом. Між тим, Кастіель намагається повернути свою благодать. | 7 жовтня 2014      |
|         | |                    |
| 10.02   | Райхенбах (англ. Reichenbach) Кроулі звертає увагу на те, що Дін стає агресивнішим. Дін думає, що це лише легкий побічний ефект його нового життя як демона, однак Кроулі розуміє, що мітку Каїна необхідно підгодовувати. Тим часом Сем опиняється в руках Коула, злобного хлопця, який звинувачує Діна в смерті свого батька і має намір помститися. Ханна намагається вмовити Метатрона повернути благодать Кастіелю.                         | 14 жовтня 2014     |
|         | |                    |
| 10.03   | Врятований (англ. Soul Survivor) Сем намагається врятувати Діна від мітки Каїна. Розуміючи, що витівки Діна викликають проблеми для нього в пеклі, Кроулі просить допомоги у Кастіеля. | 21 жовтня 2014     |
|         | |                    |
| 10.04   | Паперовий місяць (англ. Paper Moon) У той час, коли Вінчестери відпочивають після важкого повернення Діна, в місті Дарем, штат Вашингтон, відбуваються напади перевертнів на людей. Розслідування цих жорстоких убивств приводить братів Вінчестерів до несподіваної зустрічі з Кейт, дівчиною-перевертнем, якій вони колись залишили життя. Але тепер Сем і Дін не впевнені, що вчинили правильно.                                              | 28 жовтня 2014     |
|         | |                    |
| 10.05   | Фанфік (англ. Fan Fiction) В ювілейному, 200-му епізоді телесеріалу, Вінчестери розслідують зникнення вчительки дівочої школи у Флінті, штат Мічиган. Найбільше потрясіння чекає на Діна і Сема, коли брати дізнаються, що шкільний театр ставить мюзикл за мотивами книг «Надприродне», тобто про події їхнього власного життя. Мисливці дізнаються, що невідома сила прибирає всіх, хто заважає підготовці вистави.                            | 11 листопада 2014  |
|         | |                    |
| 10.06   | Запитайте Дживса (англ. Ask Jeeves) На старий телефон покійного Боббі Сінгера надходить повідомлення про спадок, Вінчестери відправляються до Коннектикуту, в старовинний маєток, відрекомендувавшись родичами Боббі. Проте афера із спадком перетворюється на ланцюжок убивств, у яких Дін і Сем підозрюють привидів. | 18 листопада 2014  |
|         | |                    |
| 10.07   | Три дівчини (англ. Girls, Girls, Girls) Відьма Ровена вбиває демонів Кроулі разом із своїми новими ученицями, а Вінчестери намагаються завадити їй навчати жінок чаклунству. Ханні і Кастіелю перешкоджає минуле Керолайн, дівчини, чиє тіло використовує ангел. | 25 листопада 2014  |
|         | |                    |
| 10.08   | Гіббінґ, 911 (англ. Hibbing 911) Джоді Міллс зі своєю гіперактивною напарницею під час конференції шерифів у місті Гіббінґ виявляють понівечене тіло своєї колеги. Джоді викликає Сема і Діна, аби Вінчестери допомогли розслідуванню. | 2 грудня 2014      |
|         | |                    |
| 10.09   | Речі, які ми залишили позаду (англ. The Things We Left Behind) Кастіель знаходить дочку Джіммі Новака, Клер, яка живе із підозрілими людьми, та намагається вмовити дівчину залишити їх. Кроулі стикається із величезною проблемою. | 9 грудня 2014      |
|         | |                    |
| 10.10   | Мисливські ігри (англ. The Hunter Games) Сем і Дін намагаються впоратися із наслідками кривавої бійні. Кастіель налагоджує стосунки із Клер, а дівчина мріє помститися Діну за вбивство свого друга. | 20 січня 2015      |
|         | |                    |
| 10.11   | Вдома — найліпше (англ. There's No Place Like Home) (Назва серії — закінчення фрази Дороті з фільму «Чарівник країни Оз» (1939) після її повернення додому.) На відео з побиттям окружного прокурора Сем упізнає в нападниці Чарлі, яка має бути в Країні Оз. Дін припускає, що дівчина повернулася та з власної ініціативи розпочала полювання за монстрами. Проте справжні причини її повернення та полювання виявляються надто несподіваними. | 27 січня 2015      |
|         | |                    |
| 10.12   | Про хлопчика (англ. About a Boy) Дін чарівним чином перетворюється на підлітка і має вирішити проблему, як в такому стані продовжити полювання. | 3 лютого 2015      |
|         | |                    |
| 10.13   | Зупинись і палай (англ. Halt & Catch Fire) Дін страждає від впливу Каїнової печатки, але, аби відволіктися, розслідує разом із братом справу незвичайного привида, що вбиває студентів за допомогою механізмів і приладів. | 19 лютого 2015     |
|         | |                    |
| 10.14   | Пісня ката (англ. The Executioner's Song) Поки теплішають стосунки між Ровеною і Кроулі, Кастіель і Вінчестери розуміють, що найсильніший демон Каїн повернувся до своїх чорних справ. | 17 лютого 2015     |
|         | |                    |
| 10.15   | Що вони несли з собою (англ. The Things They Carried) Незважаючи на заборону та підозри Діна, Сем продовжує пошуки вакцини. Вінчестери стикаються з Коулом під час розслідування жахливих убивств. | 18 березня 2015    |
|         | |                    |
| 10.16   | Пофарбуй чорним (англ. Paint It Black) Дін і Сем беруться за розслідування схожих самогубства начебто не пов'язаних між собою людей. Під підозрою опиняється священник, який сповідував жертв перед смертю. | 25 березня 2015    |
|         | |                    |
| 10.17   | Своя людина (англ. Inside Man) Кастіель повертається та разом із Семом вирішує спробувати крайній засіб для рятування Діна від Печаті Каїна. Для цього спільникам потрібна допомога своєї людини на Небесах. Тим часом відбувається небезпечна зустріч Ровени і Діна. | 1 квітня 2015      |
|         | |                    |
| 10.18   | Книга проклятих (англ. Book of the Damned) Чарлі повідомляє Вінчестерам про знайдену Книгу проклятих, закляття з якої напевно здатні подолати Каїнову печать. Кастіель і Метатрон мандрують у пошуках благодаті ангела. | 15 квітня 2015     |
|         | |                    |
| 10.19   | Проект «Вертер» (англ. The Werther Project) Для позбавлення прокляття Діна потрібен магічний механізм, який півстоліття тому створив Магнус, один із Мужів Письма. Але шафа із механізмом захищена найнадійнішою та смертельною системою охорони, яка вже вбила кілька людей. | 22 квітня 2015     |
|         | |                    |
| 10.20   | Серце Ангела (англ. Angel Heart) Кастіель просить допомоги Діна і Сема в пошуках Клер. Дівчина дещо дізналася про долю своєї матері, але виникли небезпечні проблеми, коли Клер підібралася до таємниці надто близько. | 29 квітня 2015     |
|         | |                    |
| 10.21   | Темна династія (англ. Dark Dynasty) Розслідуючи вбивство, Сем і Дін помічають на відеозаписі незвичного злочинця дивне татуювання, яке виводить Вінчестерів на загадкову і давню династію Стайнів. Чарлі і Ровена працюють спільно над Книгою проклятих, Кастіель намагається гасити конфлікт цих експертів. | 6 травня 2014      |
|         | |                    |
| 10.22   | В'язень (англ. The Prisoner) Дін вирішує радикально розв'язати проблему, що виникла завдяки родині Стайнів. Сем намагається зрозуміти рішення брата. | 13 травня 2015     |
|         | |                    |
| 10.23   | Сторож братові (англ. Brother's Keeper) Дін приймає приголомшливого рішення, яка кардинально змініть і його життя, і життя Сема. Не менша криза виникає в конфлікті між Ровеною, Кроулі, Кастіеля. | 20 травня 2015     |
|         | |                    |

### Сезон 11 (2015—2016)
|             | |                          |                                 |                    |                                    |
| № серії     | Назва та короткий зміст серії | Режисер                  | Сценарист                       | Дата виходу в ефір | Кількість глядачів у США, млн осіб |
|             | |                          |                                 |                    |                                    |
| 11.01 (219) | Із пітьми та в полум'я (англ. Out of the Darkness, into the Fire) (Назва епізоду — гра слів, яка означає небезпечну ситуацію, на кшталт «з вогню та в полум'я», «з дощу та під ринву» тощо; окремо частини назви, «З темряви» та «В полум'я», є назвами багатьох музичних й інших творів.) Брати Вінчестери, вивільнивши Пітьму, стикаються зі страшними наслідками: майже одразу вони зустрічають містечко, де люди уражені жахливим вірусом — перетворюючись на своєрідних зомбі, містяни нападають та вбивають оточуючих. Величезна сила Пітьми заважає Діну і Сему втримувати ситуацію під контролем. Тим часом Кастіель намагається подолати закляття відьми Ровени та згадати, чим закінчилася сутичка із Кроулі. Вінчестери рятують дівчинку-немовля, яку передають місцевому шерифу. | Роберт Сінгер            | Джеремі Карвер                  | 7 жовтня 2015      | 1,94                               |
|             | |                          |                                 |                    |                                    |
| 11.02 (220) | Форма і порожнеча (англ. Form and Void) (Назва епізоду — посилання на другий рядок Книги Буття: «А земля була безвидна та порожня, і темрява була над безоднею…», англ. «And the earth was without form, and void; and darkness [was] upon the face of the deep». Також «Form and Void» — назва восьмого епізоду відомого телесеріалу «Справжній детектив», 2014 рік.) Дін допомагає помічниці шерифа Дженні із немовлям дістатися будинку її матері. Сем намагається розібратися із ситуацією в місті, зараженому вірусом. Якщо Вінчестери не встигнуть зупинити епідемію, країну наповнять смертельно небезпечні монстри. | Філіп Сгріккіа           | Ендрю Дабб                      | 14 жовтня 2015     | 1,85                               |
|             | |                          |                                 |                    |                                    |
| 11.03 (221) | Погана кров (англ. The Bad Seed) (Назва епізоду — посилання на хоррор-трилер Мервіна Лероя 1956 року, знятого за однойменною п'єсою Максвелла Андерсона на основі книги Вільяма Марча 1954 року.) Сем і Дін допомагають Кастіелю оговтатися від заклинання Ровени, одночасно розшукуючи Амару, що перетворилася на дівчинку. Ровена старається захиститися від Вінчестерів, а Кроулі — використати Амару задля особистої вигоди. | Дженсен Еклз             | Бред Бакнер, Ежені Росс-Лернінг | 21 жовтня 2015     | 1,59                               |
|             | |                          |                                 |                    |                                    |
| 11.04 (222) | Дитинка (англ. Baby) Дорожня подорож братів Вінчестерів, змагання Діна і Сема з монстрами та демонами — все їхнє небезпечне життя з точки зору багатостраждальної Шевроле «Імпали» (прізвисько Дитинка). | Томас Дж. Райт           | Роббі Томпсон                   | 28 жовтня 2015     | 2,04                               |
|             | |                          |                                 |                    |                                    |
| 11.05 (223) | Худа Ліззі (англ. Thin Lizzie) («Thin Lizzy» — назва першого альбому 1971 року однойменного ірландського хард-рок-гурту, що походить від прізвиська автомобіля Ford Model T.) Сем і Дін розслідують серію вбивств у міні-готелі, який пов'язаний із моторошною легендою про привид Ліззі Борден. Свідок розповідає Вінчестерам, що біля готелю була дівчина-підліток, схожа на Амару. | Рашаад Ернесто Ґрін      | Ненсі Вон                       | 4 листопада 2015   | 1,64                               |
|             | |                          |                                 |                    |                                    |
| 11.06 (224) | Наш маленький світ (англ. Our Little World) (Назва епізоду — посилання на пісню Джулії Макензі і Мері Лінкольн з альбому «Into the Woods» 1991 року.) Кастіель потребує допомоги Метатрона для зупинення Темрява. Проте Метатрон задоволений своїм новим людським життям, у якому він — стрінгер місцевих ЗМІ, що полює на скандальні новини. Кастіелю знадобиться багато сил, або схилити Метатрона до співпраці із собою і Вінчестерами. | Джон Шовольтер           | Роберт Беренс                   | 11 листопада 2015  | 1,70                               |
|             | |                          |                                 |                    |                                    |
| 11.07 (225) | Плюш (англ. Plush) (Назва епізоду — посилання на фільм американської режисерки Кетрін Гардвік 2012 року, українська назва якого — калька з російської «Запали мене».) Шериф Донна викликає Сема і Діна допомогти в розслідуванні жахливого вбивства, яке, на її думку, не обійшлося без втручання надприродного. Видіння Сема продовжуються, і він звертається до Бога, чим засмучує Діна. | Тім Ендрю                | Ерік Чармело, Ніколь Снайдер    | 18 листопада 2015  | 1,66                               |
|             | |                          |                                 |                    |                                    |
| 11.08 (226) | Лише моя уява (англ. Just My Imagination) (Назва епізоду — посилання на пісню 1971 року американської соул-групи The Temptations, найбільш відомої у виконанні The Rolling Stones 1978 року.) Сем неймовірно здивований, коли до нього по допомогу звертається… уявний друг власного дитинства, кумедний чоловічок на ім'я Саллі. Вінчестери намагаються розкрити криваві вбивства істот, яких зазвичай бачать лише діти. | Ричард Спейт-мол.        | Дженні Кляйн                    | 2 грудня 2015      | 2,00                               |
|             | |                          |                                 |                    |                                    |
| 11.09 (227) | О, де ж ти, брате? (англ. O Brother Where Art Thou?) (Назва епізоду — посилання на пригодницьку комедію братів Коен 2000 року, що є вільним переказом «Одіссеї» Гомера.) Амара розшукує Бога, залишаючи десятки жертв на своєму шляху. Сем просить Кроулі і Ровену влаштувати йому зустріч із Люцифером, що перебуває в пекельній Клітці. | Роберт Сінгер            | Бред Бакнер, Ежені Росс-Лернінг | 9 грудня 2015      | 1,90                               |
|             | |                          |                                 |                    |                                    |
| 11.10 (228) | Диявол у деталях (англ. The Devil in the Details) (Назва епізоду — посилання на трилер 2013 року.) Люцифер за вихід із Клітки вимагає від Сема занадто високу ціну. Дін і Кастіель стають свідками спроби ангелів знищити Амару. | Томас Дж. Райт           | Ендрю Дабб                      | 20 січня 2016      | 1,83                               |
|             | |                          |                                 |                    |                                    |
| 11.11 (229) | У вирій (англ. Into the Mystic) (Назва епізоду — посилання на пісню майстра унікального стиля «кельтський соул», північно-ірландського музиканта Ван Моррісона.) Сем і Дін розслідують випадки кривавих смертей, коли люди вчиняють самогубство, почувши в голові таємничі звуки. | Джон Бедем               | Роббі Томпсон                   | 27 січня 2016      | 1,88                               |
|             | |                          |                                 |                    |                                    |
| 11.12 (230) | Не забувай про мене! (англ. Don't You Forget About Me) («Don't You (Forget About Me)» — назва популярної в Америці пісні групи Simple Minds 1985 року.) На думку Клер, за вбивствами в Сіу-Фолс стоять надприродні монстри, і вона просить братів Вінчестерів допомогти. Проте шериф Міллз вважає, що дівчина помиляється та полює на безневинних людей. | Стефан Плещинський       | Ненсі Вон                       | 3 лютого 2016      | 1,87                               |
|             | |                          |                                 |                    |                                    |
| 11.13 (231) | Любов болить (англ. Love Hurts) («Love Hurts» — назва балади дуету The Everly Brothers, яка стала популярною після її виконання в 1975 році рок-групою Nazareth.) Сем і Дін розслідують набір вбивства, що відбулися в День святого Валентина. Виявляється, що справа — в давньому проклятті, яке передається через поцілунок. | Філіп Сгріккіа           | Ерік Чармело, Ніколь Снайдер    | 10 лютого 2016     | 1,83                               |
|             | |                          |                                 |                    |                                    |
| 11.14 (232) | Посудина (англ. The Vessel) (Назва епізоду — посилання на документальний фільм Діани Вітт 2014 року про роботу жінки-активістки на кораблі.) Дін переконує «Кастіеля» (насправді — Люцифера) відправити його в 1944 рік, коли в останнє бачили Руку Бога — корисну зброю проти Амари. Поки Дін намагається знайти артефакт на борту підводного човна, який має затонути, Люцифер продовжує гратися із Семом та знущатися з Кроулі. | Джон Бедем               | Роберт Беренс                   | 17 лютого 2016     | 1,98                               |
|             | |                          |                                 |                    |                                    |
| 11.15 (233) | Поза рингом (англ. Beyond the Mat) (Назва епізоду — посилання на фільм Пола Джея 1999 року.) Після змагань із професійного реслінгу гине один із борців, який колись був улюбленим спортсменом Джона Вінчестера. Сем і Дін починають розслідування, підозрюючи, що причина загибелі реслера — не лише нечесна гра, але й дещо надприродне. | Джеррі Ванек             | Джон Бринг, Ендрю Дабб          | 24 лютого 2016     | 1,85                               |
|             | |                          |                                 |                    |                                    |
| 11.16 (234) | Безпечне місце (англ. Safe House) (Назва епізоду — посилання на фільм 2012 року «Конспіративна квартира»; українська назва — калька з російської «Код доступу „Кейптаун“».) Небезпечна істота, що з'являється в старому будинку, нападає на матір з дитиною, — дівчинка опиняється в комі. Сем і Дін дізнаються, що колись на подібного монстра полювали Боббі (актор Джим Бівер) та Руфус (актор Стівен Вільямс). Вінчестери шукають рецепт знищення чудовиська в минулому, в часи, коли воно ще нікого не вбило. | Стефан Плещинський       | Роббі Томпсон                   | 23 березня 2016    | 1,69                               |
|             | |                          |                                 |                    |                                    |
| 11.17 (235) | Червоне м'ясо (англ. Red Meat) (Червоне м'ясо — м'ясо ссавців, до яких належить і людина. Також, імовірно, назва епізоду — посилання на еротичний фільм 1997 року.) Сем і Дін б'ються з парою перевертнів, аби врятувати захоплених ними людей. Вінчестери перемагають, але один із монстрів стріляє в Сема. Дін шукає безпечне місце для брата та врятованих людей, а за ними стежить зграя розлючених перевертнів. | Ніна Лопес-Коррадо       | Роберт Беренс, Ендрю Дабб       | 30 березня 2016    | 1,45                               |
|             | |                          |                                 |                    |                                    |
| 11.18 (236) | Ангел пекла (англ. Hell's Angel) (Назва епізоду — посилання на найбільший у світі клуб байкерів, назва якого взята від фільму Говарда Г'юза «Hell's Angels».) Люцифер з'являється на небесах, щоби вмовити ангелів об'єднати сили під своїм керівництвом для перемоги над Амарою. Кроулі добуває шофар, біблійний ріг Ісуса Навина, та повідомляє Вінчестерам, що за допомогою цієї «єрихонської труби» можна здолати Темряву. Тим часом Амара відновила сили та готова продемонструвати свою могутність усім противникам. | Філіп Сгріккіа           | Бред Бакнер, Ежені Росс-Лемінг  | 6 квітня 2016      | 1,75                               |
|             | |                          |                                 |                    |                                    |
| 11.19 (237) | Цикади (англ. The Chitters) (Англійську назву епізоду можна дослівно перекласти як «Цвіркуни», тобто істоти, які видають цвірчання, дзижчання; також цим словом називають людей, які постійно, швидко, жваво спілкуються у твіттері та інших соцмережах.) Сем і Дін розслідують таємні зникнення людей у штаті Колорадо, які відбуваються в маленькому містечку кожні 27 років. Там Вінчестери зустрічають ще двох мисливців, родину, яка змагається з місцевими монстрами, винними у зникненнях людей, та має до них особисті рахунки. | Едуардо Санчес           | Ненсі Вон                       | 27 квітня 2016     | 1,67                               |
|             | |                          |                                 |                    |                                    |
| 11.20 (238) | Не називай мене Ширлі (англ. Don’t Call Me Shurley) (Назва епізоду — перефразований відомий вислів «…And don't call me shirley» з діалогу комедії «Аероплан» 1980 року, гра слів «surely — Shirley», укр. «Упевнений, безперечно — Ширлі (ім'я)».) Амара накриває туманом невелике місто, мешканці якого скаженіють. Дін і Сем розуміють, що цього разу Темрява використала набагато сильніший вірус. Об'єднавшись із місцевим шерифом, Вінчестери намагаються протистояти, але старий засіб протидії Амари не спрацьовує. Само тоді з'являється Чак Ширлі (актор Роб Бенедикт) із цікавою пропозицією… | Роберт Сінгер            | Роббі Томпсон                   | 4 травня 2016      | 1,54                               |
|             | |                          |                                 |                    |                                    |
| 11.21 (239) | Усі в родині (англ. All in the Family) (Назва епізоду — ім'я кількох англомовних проектів, найбільш відомі з яких — пісня 1998 року та американський ситком 1970-х років.) Темрява-Амара показує Діну Вінчестеру, як вона катує Люцифера. Турбуючись про Кастіеля, Дін і Сем вигадують план його порятунку з лабетів Амари. | Томас Дж. Райт           | Ежені Росс-Лернінг, Бред Бакнер | 11 травня 2016     | 1,75                               |
|             | |                          |                                 |                    |                                    |
| 11.22 (240) | Нас гурт, щасливий гурт (англ. We Happy Few) (Назва епізоду — уривок із промови короля Генріха V в п'єсі Шекспіра перед битвою під Азенкуром. Інакше: «Гуртом і батька легше бити».) У цьому епізоді герої стикаються із надзвичайними обставинами, які змушують їх згуртуватися. Дін і Сем Винчестери опиняються перед найважчим у своєму житті випробуванням. Відьма Ровена також знаходить спільників і робить рішучий крок назустріч небезпечній і нечуваній надприродній силі. | Джон Бедем (John Badham) | Роберт Беренс (Robert Berens)   | 18 травня 2016     | 1,59                               |
|             | |                          |                                 |                    |                                    |
| 11.23 (241) | Альфа і Омега (англ. Alpha and Omega) (Альфа і Омега — фраза, яка стосується Бога в Новому Завіті; загалом — початок і кінець усього.) Бог приходить-таки до рішення щодо Амари, і це має прямі наслідки для Сема і Діна Вінчестерів. | Філіп Сгріккіа           | Ендрю Дабб                      | 25 травня 2016     |                                    |
|             | |                          |                                 |                    |                                    |

### Сезон 12 (2016—2017)
|         | |                                  |                                  |                    |                                    |
| № серії | Назва та короткий зміст серії | Режисер                          | Сценарист                        | Дата виходу в ефір | Кількість глядачів у США, млн осіб |
|         | |                                  |                                  |                    |                                    |
| 12.01   | Зберігайте спокій і продовжуйте (англ. Keep Calm and Carry On) (Назва епізоду — посилання до знаменитого британського пропагандистського плакату 1939 року.) Дін зустрічається зі своєю матір'ю Мері, яку Амара повернула із мертвих, та намагається допомогти їй пристосуватися до змін у житті. Поранений Сем потрапляє до рук Тоні, представниці британського відділу Хранителів Письма, що збирається встановити жорсткий порядок у діяльності американських мисливців. | Філ Сгріккіа                     | Ендрю Дабб                       | 13 жовтня 2016     | 2,15                               |
|         | |                                  |                                  |                    |                                    |
| 12.02   | Мамма Mia! (англ. Mamma Mia) («Mamma mia!» — італійський вигук, який приблизно відповідає українському «матінко рідна!» та подібному. Назва серії — посилання до однойменної пісні групи ABBA, та заснованому на ній мюзиклу і фільму 2008 року.) Дін і Кастіель відправляються рятувати Сема. Мері наполягає на своїй участі, як досвідченої мисливиці, та приєднується до цієї небезпечної справи, незважаючи на вмовляння старшого сина. Король пекла Кроулі дізнається, що Люцифер перебуває в тілі рок-зірки Вінса Вінсенте, та за допомогою своєї матері, відьми Ровени, намагається знищити головного ворога. | Томас Дж. Райт                   | Бред Бакнер, Ежені Росс-Лернінг  | 20 жовтня 2016     | 1,61                               |
|         | |                                  |                                  |                    |                                    |
| 12.03   | Ливарня (англ. The Foundry) (Автор сценарію Роберт Беренс повідомив, що назва цього епізоду — «особисте».) У занедбаному будинку час від часу чутно, як плаче дитина. Люди, які намагаються допомогти, помирають. За вирішення цієї жахливої загадки беруться Вінчестери — Мері, Сем і Дін. Тим часом, Кастіель і Кроулі об'єднують свої зусилля в полюванні на Люцифера. | Роберт Сінгер                    | Роберт Беренс                    | 27 жовтня 2016     | 1,68                               |
|         | |                                  |                                  |                    |                                    |
| 12.04   | Американський кошмар (англ. American Nightmare) (Назва епізоду — посилання на психологічні екшн-трилери, фільм 2002 року та комп'ютерну гру 2012 року. Також під час виходу серії в ефір її сценарист Дейві Перес твітнув посилання на однойменну пісню панк-рок-групи The Misfits.) Дін переживає рішення Мері залишити синів. Вінчестери розслідують загибель людей від стигматів, що приводить їх до смертельної таємниці релігійної родини, яка відокремилася від решти світу у своєму маєтку. | Джон Шоволтер (John Showalter)   | Дейві Перес                      | 3 листопада 2016   | 1,81                               |
|         | |                                  |                                  |                    |                                    |
| 12.05   | Той, на кого ви так довго чекали (англ. The One You've Been Waiting For) (Назва епізоду — посилання на фільм жахів «I've Been Waiting for You» (1998 р.) про реінкарнацію давньої відьми в тілі молодої дівчини.) Сем і Дін намагаються зупинити нацистів-некромантів, які здобувають кишеньковий годинник із душею Адольфа Гітлера. | Ніна Лопес-Коррадо               | Мередіт Ґлінн (Meredith Glynn)   | 10 листопада 2016  | 1,70                               |
|         | |                                  |                                  |                    |                                    |
| 12.06   | Поминки за Ейсі Фоксом (англ. Celebrating the Life of Asa Fox) Мисливці на монстрів збираються, щоб пом'янути трагічно загиблого «колегу», якого в дитинстві врятувала молода Мері Вінчестер. Але спогади про життя та смерть Ейсі Фокса перериває напад хитрого демона, який уселяється в тіла різних гостей. Сем, Дін і Мері вимушені вживати рішучих заходів, щоби припинити вбивства мисливців. | Джон Бедем                       | Стівен Йокі (Steven Yockey)      | 17 листопада 2016  | 1,80                               |
|         | |                                  |                                  |                    |                                    |
| 12.07   | Рок ніколи не помре (англ. Rock Never Dies) Люцифер захоплюється владою над шанувальниками, яку йому надає перебування в тілі рок-зірки Вінса Вінсенте (роль виконує відомий австралійський музикант Рік Спрингфілд). Диявол організовує концерт для фанатів, щоб убити їх. Сем, Дін і Кастіель занурюються в музичну індустрію, аби підібратися до Люцифера та відвернути замислене ним злодіяння. | Едуардо Санчес (Eduardo Sánchez) | Роберт Беренс                    | 1 грудня 2016      | 1,80                               |
|         | |                                  |                                  |                    |                                    |
| 12.08   | Люцифер Сполучених Штатів (англ. LOTUS) (Назва епізоду — посилання на скорочення POTUS, President of the United States (укр. Президент Сполучених Штатів), де замінена перша літера L може означати Люцифер.) Люцифер у пошуках нового вмістилища звертає увагу на найвищого керівника країни — президента Сполучених Штатів Америки, який несвідомо укладає договір із Дияволом (в ролі президента США знімається актор Девід Чісум). Об'єднавшись, Сем, Дін, Кастіель, Кроулі і Ровена намагаються протидіяти Злу, яке захопило велику політичну владу. | Філ Сгріккіа                     | Ежені Росс-Лернінг, Бред Бакнер  | 8 грудня 2016      | 1,73                               |
|         | |                                  |                                  |                    |                                    |
| 12.09   | Перша кров (англ. First Blood) (Назва епізоду та деякі сюжетні лінії — посилання на однойменний фільм 1982 року про ветерана в'єтнамської війни Джона Рембо із Сільвестером Сталлоне в головній ролі.) Сем і Дін, які заарештовані за спробу вбивства президента США, намагаються вибратися з в'язниці. У пошуках порятунку братів Вінчестерів, їхня мати Мері та ангел Кастіель вирішують звернутися по допомогу до дуже сумнівного джерела. (Нелогічність дій Вінчестерів, через які вони опиняються в руках правоохоронців, та така ж незрозумілість і безсенсовність дій Мері і Кастіеля, можливо, спричинені планами сценаристів щодо подальшого розвитку подій сезону, а майстерності зробити це більш логічно не вистачило.) | Роберт Сінгер                    | Ендрю Дабб                       | 26 січня 2017      | 1,72                               |
|         | |                                  |                                  |                    |                                    |
| 12.10   | Лілі Сандер трохи засмучена (англ. Lily Sunder Has Some Regrets) (Назва епізоду — посилання на відомий на Заході інтернет-мем, зображення засмученого безпорадного ламантина із підписом: «Iron Manatee Has Some Regrets».) Багато років тому кілька ангелів покарали та вбили родину Лілі Сандер. Тепер головна мета в житті цієї особливої жінки — помста вбивцям, а головний біль Вінчестерів — як урятувати Кастіеля, який може стати наступною жертвою. | Томас Дж. Райт                   | Стів Йокі                        | 2 лютого 2017      | 1,73                               |
|         | |                                  |                                  |                    |                                    |
| 12.11   | Дещо про Діна (англ. Regarding Dean) (Назва епізоду — посилання на драму «Дещо про Генрі» 1991 року із Гаррісоном Фордом у головній ролі, яка розповідає про адвоката, що втратив пам'ять.) Відьма Ровена допомагає Сему в пошуках могутніх чаклунів, які своїм закляттям стерли пам'ять Діну Вінчестеру. | Джон Бедем                       | Мередіт Ґлінн                    | 9 лютого 2017      | 1,73                               |
|         | |                                  |                                  |                    |                                    |
| 12.12   | Не знаю, що робити (з тобою) (англ. Stuck in the Middle (With You)) (Назва епізоду — посилання на пісню 1970-х років групи Stealers Wheel, яка стала відомою завдяки її виконанню Бобом Діланом.) Мері просить допомоги в синів, Діна і Сема, та Кастіеля у справі, над якою вона працює. Проте вона «забула» розповісти про участь у цьому британських Хранителів. | Річард Спейт-молодший            | Дейві Перс                       | 16 лютого 2017     | 1,81                               |
|         | |                                  |                                  |                    |                                    |
| 12.13   | Сімейна ворожнеча (англ. Family Feud) (Назва епізоду — посилання на популярне в Америці телевізійне шоу, яке виходило в 1976—2014 роках.) Коли Сем і Дін розслідують справу про вбивство в музеї, вони знаходять сліди примари зі старовинного торгового судна, яке затонуло в 1723 році, вважаючи, що це може бути ключем до розгадки таємниці. Але після того, як вони розуміють, що саме на цьому судні міг перебувати син Кроулі — Гевін Маклауд, вони звертаються за допомогою до Ровени. Келлі Клайн все ще виношує в утробі дитя Люцифера. Вона продовжує ховатися, заручившись демонською допомогою, після замаху ангела на її життя.                                                                                       | Пі Джей Пеше (PJ Pesce)          | Бред Бакнер, Ежені Росс-Лернінг  | 23 лютого 2017     | 1,62                               |
|         | |                                  |                                  |                    |                                    |
| 12.14   | Рейд (англ. The Raid) (Назва епізоду — посилання на кримінальний трилер 2011 року про спецоперацію із захоплення бандитського лігва в багатоповерховому будинку Джакарти.) Вампіри нападають на базу британських Хранителів знань, Сем з мамою рятують всіх від альфи і вбивають його з Кольта. | Джон Маккарті                    | Роберт Беренс                    | 2 березня 2017     | 1,63                               |
|         | |                                  |                                  |                    |                                    |
| 12.15   | Десь між Раєм і Пеклом (англ. Somewhere Between Heaven and Hell) (Назва епізоду — посилання на музичний альбом американської панк-групи Social Distortion 1992 року. Також цей вислів означає Чистилище.) Брати Вінчестери розслідують справу, пов'язану з нападом цербера на людей. У той же час Кроулі маніпулює Люцифером, «замкнувши» того в його старій оболонці. | Ніна Лопез-Коррадо               | Дейві Перес                      | 9 березня 2017     | 1,49                               |
|         | |                                  |                                  |                    |                                    |
| 12.16   | Дамам випивка безкоштовно (англ. Ladies drink free) Дін, Сем та Мік вирушають розслідувати справу про вервульфів але під час розслідування натикаються на стару знайому. | Амін Кадералі                    | Мередіт Глінн                    | 30 березня 2017    | 1,71                               |
|         | |                                  |                                  |                    |                                    |
| 12.17   | Британське вторгнення (англ. The British invasion) Елен, Вінчестери та британські Хранителі знаходять Келлі. Але не встигши нічого вирішити на їхню зустріч навідується Дагон. | Джон Шоуолтер                    | Ежен Росс-Лемрінг та Бред Бакнер | 6 квітня 2017      | 1,57                               |
|         | |                                  |                                  |                    |                                    |
| 12.18   | Пам'ять залишається (англ. The Memory Remains) Дін та Сем розслідують справу зникнення людини. Основний свідок події повідомляє, що бачив, як на жертву напала людина з головою козла. | Філ Сгріккіа                     | Джон Брінг                       | 13 квітня 2017     | 1,58                               |
|         | |                                  |                                  |                    |                                    |
| 12.19   | Майбутнє (англ. The Future) Сем знаходить спосіб вбити сина Люцифера, але Кастіель проти цього. Дін дізнається, що кольт зник. А тим часом Келлі приймає рішення щодо майбутього свого ще ненародженного сина. | Аманда Теппінг                   | Роберт Беренс та Мередіт Глінн   | 27 квітня 2017     | 1,38                               |
|         | |                                  |                                  |                    |                                    |
| 12.20   | Гілки, шпагат та Таша Бейнс (англ. Twigs & Twine & Tasha Banes) Вінчестери допомагають старим знайомим вистежити могутню відьму. Мері дізнається, що трапилось насправді з Міком та вирішує помститись. | Річард Спейт молодший            | Стів Йокі                        | 4 травня 2017      | 1,51                               |
|         | |                                  |                                  |                    |                                    |
| 12.21   | Дещо про Мері (англ. There's Something About Mary) Сем та Дін дізнаються, що британські хранителі прослуховують бункер та готують відповідь. У той же час Тоні Бевел піддає Мері страшним тортурам. А Кроулі і гадки не має, що його влада над Люцифером руйнується. | П. Дж. Пеше                      | Ежен Росс-Лемрінг та Бред Бакнер | 11 травня 2017     | 1,42                               |
|         | |                                  |                                  |                    |                                    |
| 12.22   | Ким ми є (англ. Who We Are) Сем та Дін знаходять спосіб вибратись із зачиненого бункера та збирають мисливців для боротьби з британцями. Тим часом за допомогою леді Бевел Дін намагається врятувати свою матір. | Джон Шоуолтер                    | Роберт Беренс                    | 18 травня 2017     | 1,75                               |
|         | |                                  |                                  |                    |                                    |
| 12.23   | Беззмінно на сторожовій вежі (англ. All Along the Watchtower) Келлі Клайн ось-ось народить сина Люцифера, а сам Люцифер намагається добратись до нього. Кастіель знаходить щось, що може вирішити всі проблеми, однак не все так просто як гадалось. | Роберт Сінгер                    | Ендрю Дабб                       | 18 травня 2017     | 1,65                               |
|         | |                                  |                                  |                    |                                    |

### Сезон 13 (2017—2018)
| Номер серії | Назва                                                         | Режисер                                      | Сценарист                                                           | Дата виходу       | Глядачі США (млн) |
| --- | ------------------------------------------------------------- | -------------------------------------------- | ------------------------------------------------------------------- | ----------------- | ----------------- |
| 13.1 (265) | «Утрачене і знайдене» «англ. Lost and Found»                  | Філ Сгріккіа (Phil Sgriccia)                 | Ендрю Дабб (Andrew Dabb)                                            | 12 жовтня 2017    | 2,10              |
| Назва епізоду: в американській англійській мові «Lost and Found» означає «бюро знахідок». Здається, цього разу Кастіель помер по-справжньому, а Кроулі зник назавжди. Сем і Дін повинні якнайшвидше знайти сина Люцифера: молодший Вінчестер хоче розібратися в ситуації і скласти план дій, старший брат усе для себе визначив — потрібно негайно знищити могутнього нащадка ангела і людини, поки він не став смертельною загрозою. |                                                               |                                              |                                                                     |                   |                   |
| 13.2 (266) | «І син росте...» «англ. The Rising Son»                       | Томас Дж. Райт (Thomas J. Wright)            | Ежені Росс-Лернінг (Eugenie Ross-Leming) Бред Бакнер (Brad Buckner) | 19 жовтня 2017    | 1,90              |
| Назва епізоду — посилання на однойменну американську мильну оперу 2009 року (The Rising Son) пародію на біблійну історію раннього життя Ісуса Христа і його батьків. Пекло залишилося без короля, демони в розпачі. Проте несподівано з'являється четвертий Князь Пекла — Асмодей (троє інших: Азазель, Дагон, Раміель) який наказує позбутися будь-яких згадок про правління Кроулі та терміново відшукати сина Люцифера, аби зробити його новим правителем, а самому стати «сірим кардиналом» Пекла. По дорозі до бункера, під час зупинки в мотелі, Джек читає історію своєї родини — Бога, Диявола-Люцифера, ангелів та інших, коли знаходить у номері Біблію. Сем Вінчестер допомагає йому вивчати та опановувати свої надзвичайні сили нефіліма. У мотелі мисливців і Джека знаходить колишній хімік, пророк Данателло, який повідомляє, що від сина Люцифера йде потужне випромінювання, яке, напевно, почули вже і ангели, і демони. |                                                               |                                              |                                                                     |                   |                   |
| 13.3 (267) | «Пейшнз» «англ. Patience»                                     | Роберт Сінгер (Robert Singer)                | Роберт Беренс (Robert Berens)                                       | 26 жовтня 2017    | 1,93              |
| Назва епізоду — це ім'я головної героїні, яке буквально перекладається, як «терплячість». Таку ж назву носить гра «пасьянс» та багато музичних творів відомих виконавців: Джордж Майкл, Guns N' Roses тощо. Джек дивиться відео з повідомленням матері, яка переконую його, що не походження, а власний вибір визначать його долю. Давня подруга Вінчестерів, ясновидиця Міссурі Моузлі, просить братів про допомогу. Сем надто зайнятий Джеком, тому Дін сам один вирушає на полювання: невідома істота вбиває медіумів і ясновидців, висмоктуючи їхній мозок. Моузлі відчуває, що небезпека загрожує її онучці, Пейшнз Тернер, а та передбачає смерть своєї бабусі. |                                                               |                                              |                                                                     |                   |                   |
| 13.4 (268) | «Велика порожнеча» «англ. The Big Empty»                      | Джон Бедем (John Badham)                     | Мередіт Ґлінн (Meredith Glynn)                                      | 2 листопада 2017  | 1,83              |
| Назва епізоду: «Велика порожнеча» — детективна драма 2003 року про пригоди безробітного актора під час перевезення таємничої валізи. Пацієнти психотерапевта помирають від рук своїх покійних родичів. Сем, Дін і Джек розслідують убивства і самі потрапляють на сеанс психотерапії. Тимчасом Кастіель у «Порожнечі» розуміє, що він там не один. |                                                               |                                              |                                                                     |                   |                   |
| 13.5 (269) | «Просунута танатологія» «англ. Advanced Thanatology»          | Джон Шоволтер (John Showalter)               | Стіві Йокі (Steve Yockey)                                           | 9 листопада 2017  | 1,71              |
| Підлітки забираються в покинутий будинок, де, за чутками, живе привид доктора Медоуса. Розплутуючи зникнення одного з хлопців, Сем і Дін стикаються з цілим натовпом привидів, які застрягли між світами. Дін відправляється в світ мертвих, щоб з'ясувати обставини їх загибелі, але раптово зустрічається з женцем Біллі, яка не тільки не вмерла, але й отримала підвищення. |                                                               |                                              |                                                                     |                   |                   |
| 13.6 (270) | «Надгробок» «англ. Tombstone»                                 | Ніна Лопес-Коррадо (Nina Lopez-Corrado)      | Дейві Перес (Davy Perez)                                            | 16 листопада 2017 | 1,89              |
| Поверненню Кастіеля Дін радіє, як довгоочікуваній великій перемозі. На нову справу відправляються всі четверо. Але коли в ході розслідування Джек спробував зупинити грабіжника банку, випадково гине охоронець. Незважаючи на всі вмовляння, Джек вважає себе не просто винним, а нездатним на якісь добрі вчинки. Вирішивши захистити від себе друзів, нефілім зникає з бункера. |                                                               |                                              |                                                                     |                   |                   |
| 13.7 (271) | «Війна світів» «англ. War of the Worlds»                      | Річард Спейт молодший (Richard Speight, Jr.) | Ежені Росс-Лернінг (Eugenie Ross-Leming) Бред Бакнер (Brad Buckner) | 23 листопада 2017 | 1,24              |
| У світі Апокаліпсису архангел Михаїл змушує місцевого Кевіна Трена створити заклинання, що відкриває портал між світами. Для цього він забирає частину благодаті у Люцифера. Але портал виявляється одномісним і в наш світ вдається повернутися тільки Сатані. Позбавлений більшої частини своїх сил, Люцифер знаходить Кастіеля і намагається об'єднатися з ним в пошуках сина. Цьому союзу завадив прихід Асмодея, який не полишає спроб знайти Джека раніше за всіх інших. |                                                               |                                              |                                                                     |                   |                   |
| 13.8 (272) | «Скорпіон і Жаба» «англ. The Scorpion and the Frog»           | Роберт Сінгер (Robert Singer)                | Мередіт Ґлінн (Meredith Glynn)                                      | 30 листопада 2017 | 1,73              |
| Назва епізоду — посилання на відому байку про двох тварин, які не можуть встояти проти нападу одна на одну попри те, що це завдає шкоди їм самим. На братів Вінчестерів виходить демон перехрестя на ім'я Барт, у якого є древнє заклинання пошуку Нефіліма. В обмін він просить Сема і Діна забрати щось цінне у колекціонера надприродних артефактів. Брати погоджуються, але все йде не так, як гадалося. |                                                               |                                              |                                                                     |                   |                   |
| 13.9 (273) | «Погане місце» «англ. The Bad Place»                          | Філ Сгріккіа (Phil Sgriccia)                 | Роберт Беренс (Robert Berens)                                       | 7 грудня 2017     | 1,74              |
| У пошуках світу Апокаліпсису Джек виходить на сновидця Дерека. Але сил Дерека не вистачає, щоб довго втриматися на тій стороні, і нефілім знаходить його ученицю Кайю, що володіє більшою силою. Дерека знайшли з випаленими очима, і Сем з Діном, розслідуючи це явне вбивство в стилі ангелів, теж виходять на Кайю. Братам вдається знайти Джека, але сновидицю викрадають ангели, які хочуть використовувати дівчину як приманку для сина Люцифера. Визволивши Кайю, Вінчестери упускають одного з ангелів і незабаром зустрічаються з їх посиленим загоном. Загнані в кут, вони за допомогою Кайі і Джека переміщаються в інший вимір. Але потрапляють, схоже, в різні світи. |                                                               |                                              |                                                                     |                   |                   |
| 13.10 (274) | «Блудні сестри» «англ. Wayward Sisters»                       | Філ Сгріккіа (Phil Sgriccia)                 | Роберт Беренс (Robert Berens) Ендрю Дабб (Andrew Dabb)              | 18 січня 2018     | 1,85              |
| Пейшенс бачить майбутню смерть прийомної дочки Джоді Міллс Клер і приїжджає в Су Фоллс. Після дзвінка Джоді про те, що Сем і Дін пропали, додому повертається і сама Клер. Останнє повідомлення від Сема було про Кайю Ньевес, з пошуками якої Вінчестери просили допомогти Джоді. Але, перевіривши всі архіви, шериф Міллс виявила тільки, що Кайя втекла з реабілітаційного центру 3 дні тому. Алекс, що працює в лікарні, виявляє нову безіменну пацієнтку (так звану «Джейн Доу»), яка і виявляється Каєю. Дівчина відмовляється співпрацювати з Клер, але на виході з лікарні піддається нападу дивної істоти, і змушена передумати. Виявляється, двері в інший світ все ще відкриті, і ними користуються монстри. На підмогу Джоді кличе стару подругу, шерифа Донну Ханском. |                                                               |                                              |                                                                     |                   |                   |
| 13.11 (275) | «Розпродаж частинами» «англ. Breakdown»                       | Амін Кадералі (Amyn Kaderali)                | Дейві Перес (Davy Perez)                                            | 25 січня 2018     | 1,93              |
| У Донни Ханском пропала племінниця. І, хоча, справа не тягне на спеціалізацію Діна і Сема, вона звертається за допомогою до них. Донна незадоволена діями поліції, а дорогá кожна хвилина: дівчину явно викрали. В результаті Вінчестери виходять на аукціон людського м'яса для монстрів і навіть виявляються одним з лотів. |                                                               |                                              |                                                                     |                   |                   |
| 13.12 (276) | «Лиходії на будь-який смак» «англ. Various & Sundry Villains» | Аманда Таппінг (Amanda Tapping)              | Стів Йокі (Steve Yockey)                                            | 1 лютого 2018     | 1,68              |
| Дві молоді відьмочки займаються дрібними любовними чарами, змушуючи чоловіків обчищати для них магазини. Але на Діна Вінчестера вони напали з метою заволодіти Чорним грімуаром, який закоханий по вуха Дін люб'язно виносить їм з бункера. Виявилося, що відьмочок за книгою послала стара знайома Сема і Діна. |                                                               |                                              |                                                                     |                   |                   |
| 13.13 (277) | «Угода з дияволом» «англ. Devil's Bargain»                    | Едуардо Санчес (Eduardo Sánchez)             | Ежені Росс-Лемінг (Eugenie Ross-Leming) Бред Бакнер (Brad Buckner)  | 8 лютого 2018     | 1,81              |
| Пророк Донателло приступає до читання демонської скрижалі, щоб відшукати заклинання, що відкриває портал між світами. На нього нападає Асмодей, і тепер Донателло, навіть сам того не відаючи, буде повідомляти про все, що прочитає в скрижалі. |                                                               |                                              |                                                                     |                   |                   |
| 13.14 (278) | «Добрі наміри» «англ. Good Intentions»                        | П. Дж. Пеше (P. J. Pesce)                    | Мередіт Ґлінн (Meredith Glynn)                                      | 1 березня 2018    | 1,61              |
| У світі Апокаліпсису архангел Михаїл намагається змусити Джека відкрити портал між світами, щоб армія Михаїла змогла завоювати світ Вінчестерів. Джеку вдається втекти з в'язниці Михаїла разом з Мері Вінчестер і знайти табір Боббі Сінгера, який в цьому світі живий. |                                                               |                                              |                                                                     |                   |                   |
| 13.15 (279) | «Найсвятіша людина» «англ. A Most Holy Man»                   | Аманда Таппінг (Amanda Tapping)              | Ендрю Дабб (Andrew Dabb) Роберт Сінгер (Robert Singer)              | 8 березня 2018    | 1,66              |
| Для заклинання переміщення між світами потрібні 4 інгредієнта: плід з дерева життя, благодать архангела, печатка Соломона і кров найсвятішої людини. Намагаючись дістати таку кров, Вінчестери зв'язуються з італійською мафією. |                                                               |                                              |                                                                     |                   |                   |
| 13.16 (280) | «Над-Скубі-Дубне» «англ. Scoobynatural»                       | Роберт Сінгер (Robert Singer)                | Джим Кріг (Jim Krieg) Джеремі Адамс (Jeremy Adams)                  | 29 березня 2018   | 2,03              |
| Розслідуючи напад примари в ломбарді, Сем і Дін потрапляють в мультфільм про Скубі-Ду і самі стають мультяшними героями. |                                                               |                                              |                                                                     |                   |                   |
| 13.17 (281) | «Щось» «англ. The Thing»                                      | Джон Шовольтер (John Showalter)              | Дейві Перес (Davy Perez)                                            | 5 квітня 2018     | 1,41              |
| Пошуки печатки Соломона приводять Діна і Сема в один з покинутих бункерів Хранителів. Там вони знаходять живу дівчину, прикуту в залі Хранителів вже сотню років. Намагаючись її врятувати, брати дізнаються стару таємницю, яку намагаються охороняти нащадки місцевих Хранителів. Асмодей вказує Артуру Кетчу його місце, місце раба, а не співробітника. Вибравши момент, Кетч викрадає архангела Габріеля, якого Асмодей тримав заради можливості харчуватися його благодаттю. Разом з Габріелем британець приходить до Вінчестерів, оскільки тільки так може забезпечити собі захист від Асмодея. Ті вельми здивовані, адже Габріель загинув у них на очах … Тепер у братів є всі інгредієнти для заклинання переходу в світ Апокаліпсису. Дін і Кетч йдуть в портал, а Сем і Габріель залишаються в бункері |                                                               |                                              |                                                                     |                   |                   |
| 13.18 (282) | «Поверни їх живими» «англ. Bring 'em Back Alive»              | Амін Кадералі (Amyn Kaderali)                | Бред Бакнер (Brad Buckner) Ежені Росс-Лернінг (Eugenie Ross-Leming) | 12 квітня 2018    | 1,53              |
| Кетч і Дін у світі Апокаліпсису рятують «іншу» Чарлі Бредбері. Кетч залишається, адже йому там безпечніше, до того ж він прагне зібрати відомості про сили Михаїла. Габріель приходить до тями і знищує Асмодея, що проник до Бункера. Проте він не бажає об'єднуватися з Вінчестерами, і коли повертається Дін, з'ясовується, що у братів немає одного з потрібних інгредієнтів заклинання переходу: вся архангельська благодать пішла на лікування Габріеля, а той утік. |                                                               |                                              |                                                                     |                   |                   |
| 13.19 (283) | «Похоронні обряди» «англ. Funeralia»                          | Ніна Лопес-Коррадо (Nina Lopez-Corrado)      | Стів Йокі (Steve Yockey)                                            | 19 квітня 2018    | 1,38              |
| Смерть укладає з Вінчестерами угоду, відповідно до якої вони мають зупиняти передчасні смерті людей, яких хтось убиває раніше строку. |                                                               |                                              |                                                                     |                   |                   |
| 13.20 (284) | «Незавершена справа» «англ. Unfinished Business»              | Річард Спейт молодший (Richard Speight, Jr.) | Мередіт Ґлінн (Meredith Glynn)                                      | 26 квітня 2018    | 1,51              |
| Сем і Дін намагаються відшукати Габріеля й умовити його поділитися архангельською благодаттю для заклинання переходу між світами. Але у Габріеля залишилася одна незавершена справа. Брати беруться йому допомогти в обмін на взаємну допомогу. |                                                               |                                              |                                                                     |                   |                   |
| 13.21 (285) | «Осором диявола» «англ. Beat the Devil»                       | Філ Сгріккіа (Phil Sgriccia)                 | Роберт Беренс (Robert Berens)                                       | 3 травня 2018     | 1,39              |
| Команда для пошуків Мері і Джека зібрана: Дін, Сем, Кастіель і Габріель підуть у портал, а Ровена залишиться в бункері підтримувати заклинання. Але в останній момент з'ясовується, що сил Габріеля ще недостатньо. Часу на очікування його одужання немає. Всі згодні, що єдиний архангел, чию благодать можна добути, — це Люцифер, і що буде складно не тільки захопити його, але й утримати. |                                                               |                                              |                                                                     |                   |                   |
| 13.22 (286) | «Вихід» «англ. Exodus»                                        | Томас Дж. Райт (Thomas J. Wright)            | Ежені Росс-Лернінг (Eugenie Ross-Leming) Бред Бакнер (Brad Buckner) | 10 травня 2018    | 1,30              |
| Потрапивши у світ Апокаліпсису, Люцифер воскрешає убитого вампірами Сема, щоб прийти до Джека з добрим вчинком на руках. Схилити сина на свою сторону зараз для нього найголовніше. Сем і Дін забирають у свій світ залишки повстанців, щоб дати їм час зібратися з силами та знайти необхідні методи і зброю проти Михаїла. Перед самим закриттям порталу Сем відштовхує Люцифера, не пускаючи його у свій світ. |                                                               |                                              |                                                                     |                   |                   |
| 13.23 (287) | «Нехай хороші дні прийдуть» «англ. Let the Good Times Roll»   | Роберт Сінгер (Robert Singer)                | Ендрю Дабб (Andrew Dabb)                                            | 17 травня 2018    | 1,63              |
| Люцифер і Михаїл укладають угоду: Люцифер, що знає заклинання, переносить їх у світ Вінчестерів і отримує сина, Михайло — весь «інший» світ. Але про угоду дізнається Джек і не хоче йти з батьком. Тоді Люцифер, якому набридло завойовувати нефіліма по-хорошому, просто забирає його благодать силою. Аби перемогти Люцифера, Дін погоджується стати зброєю Михаїла і його посудиною за умови, що Михаїл збереже його вільну волю і після закінчення битви поверне тіло Діну. Люцифер переможений, але Михаїл не поспішає виконувати домовленості. |                                                               |                                              |                                                                     |                   |                   |

### Сезон 14 (2018—2019)
| Номер серії | Назва                                                  | Режисер                                     | Сценарист                                                           | Дата виходу       | Глядачі США (млн) |
| --- | ------------------------------------------------------ | ------------------------------------------- | ------------------------------------------------------------------- | ----------------- | ----------------- |
| 14.1 (288) | «Чужинець на чужій землі» «Stranger in a Strange Land» | Томас Дж. Райт (Thomas J. Wright)           | Ендрю Дабб (Andrew Dabb)                                            | 11 жовтня 2018    | 1,49              |
| Джек під керівництвом Боббі пристосовується до життя звичайної людини та мисливця, як і колишнє вмістилище Люцифера — чоловік на ім'я Нік. Сем Вінчестер залучає всіх, хто тільки може допомогти у пошуках Діна-Михаїла. Тимчасом Кастієль задля цього йде навіть на угоду з могутнім демоном, а це, звичайно, не може закінчитися нічим добрим. Архангел у тілі Діна мандрує світом, намагаючись знайти людину, яка зможе відповісти на його єдине запитання, поки не зустрічає колишню прислужницю Люцифера, ангелицю Анаель, а тепер целительку Джо (актриса Денніл Еклс)… |                                                        |                                             |                                                                     |                   |                   |
| 14.2 (289) | «Боги і монстри» «Gods and Monsters»                   | Річард Спейт молодший (Richard Speight Jr.) | Бред Бакнер (Brad Buckner) Ежені Росс-Лернінг (Eugenie Ross-Leming) | 18 жовтня 2018    | 1,53              |
| Михаїл захоплює ціле кубло вампирів, аби ставити над монстрами досліди за допомогою «кров'яно-благодатної» суміші задля виведення більш могутніх істот. Проте потвори гинуть одна за одною. Рятується лише дівчина-вампирка, яка тікає та потрапляє до рук мисливців. Так Сем, Боббі та Мері дізнаються про місце, де перебуває архангел. Нік страждає від жахливих спогадів свого «люциферного» минулого. Кастієль розповідає йому про убивство дружини Сари та маленького сина Тедді, і Нік намагається дізнатися про результати поліційного розслідування цієї справи. Михаїл приводить із бару красиву дівчину, яка нападає на нього, будучи вервольфом. Проте архангел не вбиває монстра, а наказує привести до нього головного перевертня. Дін-Михаїл пропонує вовкулаці вигідну співпрацю. Джек навідується до своїх дідуся і бабусі, які не підозрюють, що їхня дочка загинула, а Джек — її надприродно дорослий син. |                                                        |                                             |                                                                     |                   |                   |
| 14.3 (290) | «Шрам» «The Scar»                                      | Роберт Сінгер (Robert Singer)               | Роберт Беренс (Robert Berens)                                       | 25 жовтня 2018    | 1,39              |
| Дін, в якого виявляється загадковий шрам, приходить до тями після розставання з Михаїлом. Причину зникнення архангела ніхто не розуміє, адже він не завершив свої успішні експерименти зі створення непереможних вервольфів і вампірів. Виявляється, розгадка — у шрамі та таємничій дівчині, озброєній неймовірно могутнім списом. Мисливцям допомагає шериф Джоді Міллз, яка випадково опиняється в центрі цієї загадки… |                                                        |                                             |                                                                     |                   |                   |
| 14.4 (291) | «У відмінному стані» «Mint Condition»                  | Амін Кадералі (Amyn Kaderali)               | Дейві Перес (Davy Perez)                                            | 1 листопада 2018  | 1,46              |
| У вечір Геловіна Дин і Сем Вінчестери отримують «у подарунок» жорстокого маніяка, героя улюбленого фільму жахів, та молодих помічників, які чимось нагадують братів-мисливців. |                                                        |                                             |                                                                     |                   |                   |
| 14.5 (292) | «Логіка кошмару» «Nightmare Logic»                     | Даррен Грант (Darren Grant)                 | Мередіт Ґлінн (Meredith Glynn)                                      | 8 листопада 2018  | 1,43              |
| Під час полювання зникає молода мисливиця Меггі. Сем, Дін, Мері і Боббі намагаються її знайти та натрапляють на свої найбільші жахи в непримітному будинку. |                                                        |                                             |                                                                     |                   |                   |
| 14.6 (293) | «Оптимізм» «Optimism»                                  | Річард Спейт молодший (Richard Speight Jr.) | Стів Йокі (Steve Yockey)                                            | 15 листопада 2018 | 1,48              |
| Загадкові зникнення людей розслідують дві групи мисливців: Сем і Чарлі та Дін і Джек. Перші підозрюють в убивствах слов'янське створіння Мушку, другі розставляють пастки на зомбі. Під час полювання Чарлі намагається з'ясувати, чи готова вона й далі вистежувати монстрів, а Джек хоче зрозуміти, що таке кохання. |                                                        |                                             |                                                                     |                   |                   |
| 14.7 (294) | «Нелюдська сутність» «Unhuman Nature»                  | Джон Шоволтер (John Showalter)              | Ежені Росс-Лернінг (Eugenie Ross-Leming) Бред Бакнер (Brad Buckner) | 29 листопада 2018 | 1,49              |
| Позбавлений архангельської благодаті Джек хворіє, як звичайна людина — й навіть гірше. Становище стає настільки критичним, що Вінчестери і Кастіель звертаються по допомогу до відьми Ровени та до російського шамана Сергєя. Добрий та наївний Джек змушує Ровену поміняти своє ставлення до сина Люцифера. |                                                        |                                             |                                                                     |                   |                   |
| 14.8 (295) | «Притулок нефіліма» «Byzantium»                        | Едуардо Санчес (Eduardo Sánchez)            | Мередіт Ґлінн (Meredith Glynn)                                      | 6 грудня 2018     | 1,53              |
| Допомогти Джеку може лише той, хто знає надзвичайно багато про ангелів: такою людиною є Лілі Сандерс, яка довгі роки полювала на небесних жителів (див. 10-й епізод 12-го сезону). Але на заваді порятунку Джека стає новий неймовірно могутній противник, що загрожує самому існуванню небес. Кастіель у безнадійну боротьбу вступає з кошмаром усіх ангелів. |                                                        |                                             |                                                                     |                   |                   |
| 14.9 (296) | «Той самий спис» «The Spear»                           | Амін Кадералі (Amyn Kaderali)               | Роберт Беренс (Robert Berens)                                       | 13 грудня 2018    | 1,43              |
| Архангел Михаїл знайшов собі нового міцного носія та збирає воїнство з удосконалених монстрів у центрі Канзаса. Мисливці підсилають у лігво противника свого старого друга-перевертня, а самі шукають спосіб здобути той самий спис, яким і тільки яким можна убити Михаїла. |                                                        |                                             |                                                                     |                   |                   |
| 14.10 (297) | «Нігілізм, або Ніщо» «Nihilism»                        | Аманда Таппінг (Amanda Tapping)             | Стів Йокі (Steve Yockey)                                            | 17 січня 2019     | 1,44              |
| Михаїл знову взяв Діна під свій контроль, тоді як монстри його армія монстрів продовжує наступати. Сем придумує план, як дістатися Діна і зупинити Михаїла, перш ніж помре хтось іще. |                                                        |                                             |                                                                     |                   |                   |
| 14.11 (298) | «Пошкоджені товари» «Damaged Goods»                    | Філіп Сгріккіа (Phil Sgriccia)              | Дейві Перес (Davy Perez)                                            | 24 січня 2019     | 1,44              |
| Замкнувши Михаїла у своїй голові, Дін шукає спосіб убезпечити світ від архангела. Єдиним виходом йому бачиться поховати себе заживо в магічній пастці. Готуючись до цього вчинку, він проводить деякий час із Мері і Донною. Нік нарешті знаходить відповідь, яку шукав, але демона, який убив його сім'ю, колись захопила Мері Вінчестер. Сему залишається зробити неймовірний вибір. |                                                        |                                             |                                                                     |                   |                   |
| 14.12 (299) | «Пророк і втрата» «Prophet and Loss»                   | Томас Дж. Райт (Thomas J. Wright)           | Ежені Росс-Лернінг (Eugenie Ross-Leming)                            | 31 січня 2019     | 1,40              |
| Сем і Дін повинні з'ясувати, як зупинити кровопролиття, коли Донателло у своєму нинішньому стані ненавмисно порушує порядок «призначення» майбутніх пророків. Нік стикається віч-на-віч зі своїм минулим. |                                                        |                                             |                                                                     |                   |                   |
| 14.13 (300) | «Лебанон, штат Канзас» «Lebanon»                       | Роберт Сінгер (Robert Singer)               | Ендрю Дабб (Andrew Dabb) Мередіт Ґлінн (Meredith Glynn)             | 7 лютого 2019     | 1,64              |
| Сем і Дін шукають в окультних знаннях рішення своєї останньої проблеми, але замість цього вони знаходять набагато більше, ніж очікували. |                                                        |                                             |                                                                     |                   |                   |
| 14.14 (301) | «Уроборос» «Ouroboros»                                 | Амін Кадералі (Amyn Kaderali)               | Стів Йокі (Steve Yockey)                                            | 7 березня 2019    | 1,28              |
| Сем і Дін заручилися допомогою Ровени, аби вистежити напівбога, який живиться людською плоттю. Тримати Михаїла під замком виявляється куди складніше, ніж здавалося. |                                                        |                                             |                                                                     |                   |                   |
| 14.15 (302) | «Душевний спокій» «Peace of Mind»                      | Філ Сгріккіа (Phil Sgriccia)                | Меган Фітцмартін (Meghan Fitzmartin) Стів Йокі (Steve Yockey)       | 14 березня 2019   | 1,51              |
| Сем і Кастіель слідують за справою в мальовниче маленьке містечко в Арканзасі, аби з'ясувати, що насправді все далеко не так ідилічно, як здається. Дін і Джек відправляються в поїздку, щоб відвідати старого друга. |                                                        |                                             |                                                                     |                   |                   |
| 14.16 (303) | «У лісі, лісі темному...» «Don't Go In the Woods»      | Джон Фітцпатрік (John Fitzpatrick)          | Дейві Перес (Davy Perez) Нік Вот (Nick Vaught)                      | 21 березня 2019   | 1,46              |
| Don't Go in the Woods (1981 film) Сем і Дін їдуть на полювання, залишивши Джека «на господарстві», але насправді вони побоюються брати його з собою, поки нефілім не навчиться контролювати повернуті собі сили. Брати збиті з пантелику, коли стикаються з монстром, про якого ніколи не чули. Джек докладає всіх зусиль, щоб справити враження на нових друзів, своїх однолітків, але результат його бентежить. |                                                        |                                             |                                                                     |                   |                   |
| 14.17 (304) | «Нічні ігри» «Game Night»                              | Джон Шоволтер (John Showalter)              | Мередіт Ґлінн (Meredith Glynn)                                      | 4 квітня 2019     | 1,25              |
| Сем і Дін мчать на допомогу Донателло, якого захопив Нік. Тим часом Мері стурбована станом Джека. Кастіель заручається допомогою Анаель, щоб знайти «чудо». |                                                        |                                             |                                                                     |                   |                   |
| 14.18 (305) | «Утрата» «Absence»                                     | Ніна Лопес-Коррадо (Nina Lopez-Corrado)     | Роберт Беренс (Robert Berens)                                       | 11 квітня 2019    | 1,47              |
| Сем і Дін звинувачують Кастіеля в тому, що він не попередив їх про підозрілі симптомах у поведінці Джека. Нік згорів заживо, Мері пропала, а Ровена намагається допомогти Джеку, який жадає виправити жахливу помилку. |                                                        |                                             |                                                                     |                   |                   |
| 14.19 (306) | «Джек із табакерки» «Jack in the Box»                  | Роберт Сінгер (Robert Singer)               | Бред Бакнер (Brad Buckner) Ежені Росс-Лернінг (Eugenie Ross-Leming) | 18 квітня 2019    | 1,28              |
| Сем, Дін і Кастіель розслідують ланцюжок підозрілих смертей, у яких є біблійний «елемент». З'ясувавши, що за цим стоїть Джек, котрий наївно вважає, що виконує волю Небес, брати вирішують замкнути його в магічній пастці, яку Дін готував для себе і Михаїла. Уважаючи, що це єдиний спосіб убезпечити світ від Джека, брати вчинають надто підступно. |                                                        |                                             |                                                                     |                   |                   |
| 14.20 (307) | «Моріа, жертвенна гора» «Moriah»                       | Філ Сгріккіа (Phil Sgriccia)                | Ендрю Дабб (Andrew Dabb)                                            | 25 квітня 2019    | 1,30              |
| Джеку неприємно брехня, що панує у світі, і він наказує всім говорити тільки правду. Це породжує такі наслідки, що в справу втручається сам Бог. Клацанням пальців він повертає все на свої місця і дає братам «Зрівнювач», стверджуючи, що тільки цією зброєю може бути убитий Джек. Однак той, хто вистрілить, сам отримає кулю. Сем, Дін і Кастіель поринули в епічну битву. |                                                        |                                             |                                                                     |                   |                   |

### Сезон 15 (2019—2020)
| Номер серії | Назва                                                                | Режисер                                     | Сценарист                                                           | Дата виходу       | Глядачі США (млн) |
| --- | -------------------------------------------------------------------- | ------------------------------------------- | ------------------------------------------------------------------- | ----------------- | ----------------- |
| 15.1 (308) | «Назад і в майбутнє» «Back and to the Future»                        | Джон Шовольтер (John Showalter)             | Ендрю Дабб (Andrew Dabb)                                            | 10 жовтня 2019    | 1,23              |
| Сем, Дін і Кастіель змушені бігти від величезного напливу зомбі, а також знайти спосіб захистити світ від усіх душ пекла, які разом звільнилися й повернулися, аби вбивати. Тим часом в тіло померлого Джека вселяється демон Бельфегор, який виявляється ситуативним однодумцем хлопців. |                                                                      |                                             |                                                                     |                   |                   |
| 15.2 (309) | «Повсталі з пекла» «Raising Hell»                                    | Роберт Сінгер (Robert Singer)               | Бред Бакнер (Brad Buckner) Ежені Росс-Лернінг (Eugenie Ross-Leming) | 17 жовтня 2019    | 1,16              |
| На допомогу Сему, Діну і Кастіелю приходить Ровена, яка починає працювати над «ловцем душ». Однак брати зустрічають ще одного помічника — Артура Кетча, в якого було завдання вбити демона Бельфегора. Тим часом Чак звертається до своєї сестри Амари з пропозицією почати все з чистого аркуша, але та розуміє, що Чак безпорадний, і тепер вона «замикає його». |                                                                      |                                             |                                                                     |                   |                   |
| 15.3 (310) | «Розлам» «The Rupture»                                               | Шарль Бісон (Charles Beeson)                | Роберт Беренс (Robert Berens)                                       | 24 жовтня 2019    | 1,24              |
| Сем, Дін, Кастіель, Бельфегор і Ровена відправляються до того місця, звідки й почався «привидопокаліпсіс», щоб спробувати «залікувати» пролом, з якого продовжують виринати душі. Кастіель і Бельфегор прямують до Пекла на пошуки Посоху Ліліт, що допоможе повернути душі назад, Сем і Ровена залишаються у склепі, готуючись до виголошення заклинання, а Дін, думаючи, що пише Артуру Кетчу, повідомляє ворогові своє місце перебування. |                                                                      |                                             |                                                                     |                   |                   |
| 15.4 (311) | «Бомбезні монстри» «Atomic Monsters»                                 | Дженсен Еклз (Jensen Ackles)                | Дейві Перес (Davy Perez)                                            | 7 листопада 2019  | 1,10              |
| Сем не може отямитися після смерті Ровени, проте Дін вмовляє його відправитися на справу, яка пов'язана із любов'ю до родини. Тим часом Чак з'являється в будинку своєї найвідданішої шанувальниці, яка може допомогти йому знову стати великим. |                                                                      |                                             |                                                                     |                   |                   |
| 15.5 (312) | «Кожному своє» «Proverbs 17:3»                                       | Річард Спейт молодший (Richard Speight Jr.) | Стів Йокі (Steve Yockey)                                            | 14 листопада 2019 | 1,30              |
| (Оригінальна назва епізоду — посилання на «Приповісті» 17:3 та книгу Мораї Гітаа ) Сем і Дін відправляються на чергову справу, навіть не припускаючи, що поруч із ними вже перебуває їхня давня знайома, яку Сем убив багато років тому, після чого Люцифер був звільнений з Клітки. |                                                                      |                                             |                                                                     |                   |                   |
| 15.6 (313) | «Золоті часи» «Golden Time»                                          | Джон Шоволтер (John Showalter)              | Мередіт Ґлінн (Meredith Glynn)                                      | 21 листопада 2019 | 1,14              |
| Сем відчуває присутність примари, а згодом Вінчестери дізнаються, що це їхня давня знайому — Ейлін Лейхі. Сем разом із нею відправляється в робочий кабінет Ровени, де разом вони намагаються знайти те, що полегшить страждання поки ще доброго привида. Кастіель тим часом розслідує таємничу смерть хлопця, в якому не залишилося жодної краплі крові. |                                                                      |                                             |                                                                     |                   |                   |
| 15.7 (314) | «Останнє прохання» «Last Call»                                       | Амін Кадералі (Amyn Kaderali)               | Джеремі Адамс (Jeremy Adams)                                        | 5 грудня 2019     | 1,06              |
| Сем з Ейлін намагаються знайти зачіпки на Бога і Ліліт. Тим часом Дін самостійно відправляється на розслідування справи, під час якої зустрічається зі своїм старим знайомим. Кастіель повертається в Бункер, але в своїй спробі допомогти Сему мало не доводить його до смерті, після чого ангел звертається до свого боржника за допомогою. |                                                                      |                                             |                                                                     |                   |                   |
| 15.8 (315) | «Отче наш, відсутній на Небесах» «Our Father, Who Are not in Heaven» | Річард Спейт молодший (Richard Speight Jr.) | Ежені Росс-Лернінг (Eugenie Ross-Leming) Бред Бакнер (Brad Buckner) | 12 грудня 2019    | 1,09              |
| Брати нарешті віднаходять спосіб упоратися з Богом, але для цього їм потрібна допомога пророка. Сем, Дін і Кастіель рушають до Пекла, аби відшукати там Михаїла, якого замкнули в Клітці десять років тому. Спустившись під землю, вони несподівано зустрічають недавно померлу Ровену, яка вже встигла захопити трон королеви Пекла. |                                                                      |                                             |                                                                     |                   |                   |
| 15.9 (316) | «Пастка» «The Trap»                                                  | Роберт Сінгер (Robert Singer)               | Роберт Беренс (Robert Berens)                                       | 16 січня 2020     | 1,13              |
| Дін і Кастіель відправляються до Чистилища, аби відшукати Квітку левіафанів, яка допоможе їм замкнути Бога — той нещодавно викрав Сема. Тим часом Бог показує молодшому Вінчестеру те, що станеться, якщо Його не стане. Сем, який до останнього не втрачав надію, врешті-решт занепадає духом. |                                                                      |                                             |                                                                     |                   |                   |
| 15.10 (317) | «Героїчна подорож» «The Heroes' Journey»                             | Джон Шоволтер (John Showalter)              | Ендрю Дабб (Andrew Dabb)                                            | 23 січня 2020     | 0,99              |
| Брати Вінчестери несподівано для себе усвідомлюють, що вони втратили свою удачі, яка допомагала їм не звертати уваги на дрібниці життя. Давній знайомий хлопців, ексмисливець-перевертень Гарт, просить їх про допомогу, проте незабаром допомога потрібна вже самим братам, коли вони потрапляють у полон власнику бійцівського клубу для монстрів. |                                                                      |                                             |                                                                     |                   |                   |
| 15.11 (318) | «Ігромани» «The Gamblers»                                            | Шарль Бісон (Charles Beeson)                | Мередіт Ґлінн (Meredith Glynn) Дейві Перес (Davy Perez)             | 30 січня 2020     | 1,07              |
| Дін і Сем рушають на пошуки місця, де вони зможуть «перезарядити» свою удачу. Вони потрапляють до шинка з більярдним залом, де люди грають не на гроші, а на свою успішність. Того, хто програє все, чекає майже миттєва смерть. Згодом з'ясовується, що власником залу є сама давньоримська богиня удачі Фортуна. З'ясовується, що між Вінчестерами та богинею є багато спільного. Тим часом Кастіель виходить на слід Джека, який не лише не помер, але й убиває найбільш небезпечних ангелів-григоріїв та харчується їхніми серцями. |                                                                      |                                             |                                                                     |                   |                   |
| 15.12 (319) | «Всесвітній розум» «Galaxy Brain»                                    | Річард Спейт молодший (Richard Speight Jr.) | Мередіт Ґлінн (Meredith Glynn) Роберт Беренс (Robert Berens)        | 16 березня 2020   | 0,98              |
| Потрапивши в пастку, Джоді Міллз просить допомоги в братів Вінчестерів. Однак хлопців зустрічає їх давня знайома — Кая Н'євес із Недоброго місця, яка прагне потрапити назад до свого світу. Джек — єдиний, хто це може організувати, але йому заборонено використовувати свої сили. Тим часом Чак продовжує руйнувати створені ним світи й цілі галактики. |                                                                      |                                             |                                                                     |                   |                   |
| 15.13 (320) | «Дитя долі» «Destiny's Child»                                        | Амін Кадералі (Amyn Kaderali)               | Бред Бакнер (Brad Buckner) Ежені Росс-Лернінг (Eugenie Ross-Leming) | 23 березня 2020   | 1,06              |
| (Назва епізоду — посилання на американський жіночий гурт Destiny's Child) Вінчестери виявляють у Бункері своїх двійників, які несподівано з'явилися і так само зникають. Смерть дає Джеку нове завдання — знайти оккульта, який повинен допомогти зміцнити духовну складову нефіліма. Пошуки приводять Сема і Діна до сестри Джо, яка розповідає їм, що десять років тому передала оккульта Рубі, яку хлопці вбили, і відправляє їх у пекло, де на Вінчестерів чекає пастку. Кастіель, прагнучі в усьому розібратися, відправляється до Порожнечі, де сподівається поспілкуватися безпосередньо з Рубі. Демониця повідомляє йому, де знаходиться оккульт. |                                                                      |                                             |                                                                     |                   |                   |
| 15.14 (321) | «Остання відпустка» «Last Holiday»                                   | Едуардо Санчес (Eduardo Sánchez)            | Джеремі Адамс (Jeremy Adams)                                        | 8 жовтня 2020     | 1,13              |
| (Назва епізоду — посилання на однойменний фільм 2006 року.) Дін і Сем з'ясовують, що в Бункері живе дріада, німфа дерева, яка готова захищати свою сім'ю будь-якою ціною. |                                                                      |                                             |                                                                     |                   |                   |
| 15.15 (322) | «Надай мені притулок» «Gimme Shelter»                                | Метт Коен (Matt Cohen)                      | Дейві Перес (Davy Perez) Джеремі Адамс (Jeremy Adams)               | 15 жовтня 2020    | 1,07              |
| (Назва епізоду — посилання на однойменний документальний фільм 1970 року про останні тижні американського туру «Ролінг Стоунз».) Кастіель і Джек ведуть справу, в якій беруть участь члени місцевої церкви. Тим часом Сем і Дін вирушають на пошуки Амари. |                                                                      |                                             |                                                                     |                   |                   |
| 15.16 (323) | «Забери мене (від тебе)» «Drag Me Away (From You)»                   | Амін Кадералі (Amyn Kaderali)               | Меган Фітцмартін (Meghan Fitzmartin)                                | 22 жовтня 2020    | 0,92              |
| (Назва епізоду — посилання на слова пісні «Африка» гурту Toto 1982 року.) Сема і Діна просять розслідувати вбивство друга дитинства — братам телефонують із минулого та спантеличують справою, яку вони начебто давним-давно вирішили. |                                                                      |                                             |                                                                     |                   |                   |
| 15.17 (324) | «Єдність» «Unity»                                                    | Катріона Маккензі (Catriona McKenzie)       | Мередіт Ґлінн (Meredith Glynn)                                      | 29 жовтня 2020    | 0,91              |
| (Назва епізоду — посилання на однойменний фільм 2015 року, який є продовжження відомих в Україні «Землян».) Дін вирушає в дорогу з Джеком, якому потрібно завершити ритуал задля перемоги над Чаком; через різницю в поглядах Сем і Кастіель залишаються й шукають інший шлях перемоги та відповіді на власні запитання. |                                                                      |                                             |                                                                     |                   |                   |
| 15.18 (325) | «Відчай» «Despair»                                                   | Річард Спейт молодший (Richard Speight Jr.) | Роберт Беренс (Robert Berens)                                       | 5 листопада 2020  | 1,02              |
| (Назва епізоду — посилання на однойменний фільм 1978 року, знятого за романом Володимира Набокова.) Розробивши детальний план, Сем, Дін, Кастіель і Джек розпочинають смертельний бій задля благородної мети. Це був останній епізод, знятий перед запровадженням обмежень внаслідок пандемії COVID-19. |                                                                      |                                             |                                                                     |                   |                   |
| 15.19 (326) | «Спадщина Земля» «Inherit the Earth»                                 | Джон Шоволтер (John Showalter)              | Бред Бакнер (Brad Buckner) Ежені Росс-Лернінг (Eugenie Ross-Leming) | 12 листопада 2020 | 1,00              |
| (Назва епізоду — посилання на однойменний документальний фільм 2002 року про співпрацю християнських священників і юдейських рабинів із підготовки до візиту Папи римського на Святу землю.) Усі небайдужі стають пліч-о-пліч у битві проти Бога. До боротьби долучається архангел Михаїл. |                                                                      |                                             |                                                                     |                   |                   |
| Буде оголошено | «Надприродне: Довгий шлях додому» «Supernatural:The Long Road Home»  | Буде визначено                              | Буде визначено                                                      | 19 листопада 2020 | Буде визначено    |
| Спеціальний епізод у документальному стилі, огляд всієї історії серіалу «Надприродне» безпосередньо перед показом фінального епізоду 19 листопада 2020 року. Це другий спецвипуск у документальному стилі, перший — «A Very Special Supernatural Special» — був показаний 6 жовтня 2014 року перед прем'єрою 10-го сезону. |                                                                      |                                             |                                                                     |                   |                   |
| 15.20 (327) | «Продовжуй!» «Carry On»                                              | Роберт Сінгер (Robert Singer)               | Ендрю Дабб (Andrew Dabb)                                            | 19 листопада 2020 | 1,38              |
| (Назва епізоду — посилання на візитівку фінальних епізодів «Надприродного», пісню «Carry On Wayward Son» гурту «Kansas» із альбому «Leftoverture» 1976 року.) «Продовжуй, мій блудний сину! Спокій настане, лише коли ти завершиш…» — найдовший фантастичний серіал США закінчується після 15 сезонів. Дитинко, це остання поїздка у справах сімейного бізнесу — «людей рятувати, тварюк полювати». |                                                                      |                                             |                                                                     |                   |                   |